# Kostel Nanebevzetí Panny Marie (Kájov)
Kostel Nanebevzetí Panny Marie v Kájově je poutní místo a významná památka pozdní gotiky z let 1474–1485, s pozdějšími úpravami. V dvojlodním kostele se nachází socha pozdně gotické Kájovské madony. Kromě kostela Nanebevzetí Panny Marie se v poutním areálu nachází přilehlý kostelík Smrti Panny Marie, farní budovy s vestavěnou kaplí sv. Jana Nepomuckého a hřbitovní kaple sv. Terezie. V roce 1995 byl prohlášen Národní kulturní památkou.
Strategicky výrazná poloha na hraně svahu nepochybně vyjadřuje, jak záměr těžit výhody pro přirozenou obranu, tak prezentovat okrsek v dálkových pohledech jako významový střed krajiny. Tuto funkci si podstatně soubor zachovává dodnes. Chrám jako vůdčí motiv architektonického souboru se uplatňuje v pohledech ze všech směrů.

## Stavebně-historický vývoj
Koncem 13. století byl postaven kostelík Smrti Panny Marie s pravoúhlým kněžištěm, sklenutým dvěma poli křížové žebrové klenby a obdélnou plochostropou lodí, přístupnou od západu lomeným profilovaným dnes zazděným portálem. Podle legendy zde nechal svatý Wolfgang po svém zastavení při své misijní cestě do Čech v 10. století postavit vedle zázračného pramene dřevěný kostelík ke cti Matky boží, který v druhé polovině 13. století nahradil raně gotický kostelík Zesnutí Panny Marie. V roce 1263 věnoval král Přemysl Otakar II. Kájov nově založenému klášteru Zlatá Koruna, který podporoval v tomto místě mariánský kult a byl zde ve 14. století vedle kostelíku Zesnutí Panny Marie postaven nový kostel Nanebevzetí Panny Marie. Po úmrtí dosavadního kájovského faráře se 24. listopadu 1460 stal zdejším farářem Michael Pils. Poté, když Hilarius Litoměřický, administrátor pražské arcidiecéze, zakázal lidové poutě ke kameni s domnělými stopami sv. Wolfganga poblíž osady Kladenské Rovné nedaleko Kájova, nechal Pils v roce 1466 vytvořit svatowolfgangský oltář v kostele, který měl místo oprostit od rysů pohanské pověry. Na místě kostela Nanebevzetí Panny Marie, který byl v roce 1422 vypálen husity, nechal mezi lety 1471 až 1488 postavit nový kostel a jeho hlavní oltář byl postaven podle legendy v místě s pramenem s léčivou vodou, kterému dominuje socha Madony, která je uctívaná jako zázračná Panna Marie Kájovská.
Někdy během 14. století vyrostl vedle staré svatyně nový kostel, nebo alespoň sakristie, doložená k roku 1461. V roce 1471 nebo 1474 zahájil farář Michael Pils, syn rychtáře z nedalekých Chvalšin, stavbu „velkého“ pozdně gotického kostela Nanebevzetí Panny Marie, který byl dokončen roku 1485.

Poté, co se stal protestantským kostelem, poutě k tomuto kostelu ustaly. Jeho nejslavnější poutní období znovu nastalo až v pobělohorské době baroka, kdy se v roce 1656 vrátili cisterciáci a zdejším farářem se stal Matěj Aleš Ungar. V roce 1630 byl postaven naproti kostelu hospic pro poutníky, kde později byl i hostinec a škola. V roce 1661 byla na místo původní sešlé farní budovy postavena nová fara, do které byla vystavěna v roce 1699 kaple sv. Jana Nepomuckého. Kromě výstavby nové sakristie byly dány do kostela nové lavice a stavitelem Giovannim Canevallem byla opravena a zvýšena věž, kterou poškodil v roce 1690 úder blesku. Výrazem barokní zbožnosti se stalo v roce 1667 zbudování patnácti žulových sloupů s obrazy růžencových tajemství od dvořana krumlovského dvora podél cesty z Českého Krumlova do Kájova, která začínala za krumlovskou zámeckou ohradou a končila v místě vyústění poutní cesty pod kájovským kostelem. Na tomto místě byla v letech 1686 až 1689 vybudována kaple se studnou, do které byl sveden pramen léčivé vody od hlavního oltáře. Konaly se zde poutě od jara do zimy a především se vázaly se k mariánským svátkům. V té době byly v říjnu čtyři hlavní poutě, tzv. zlaté. 

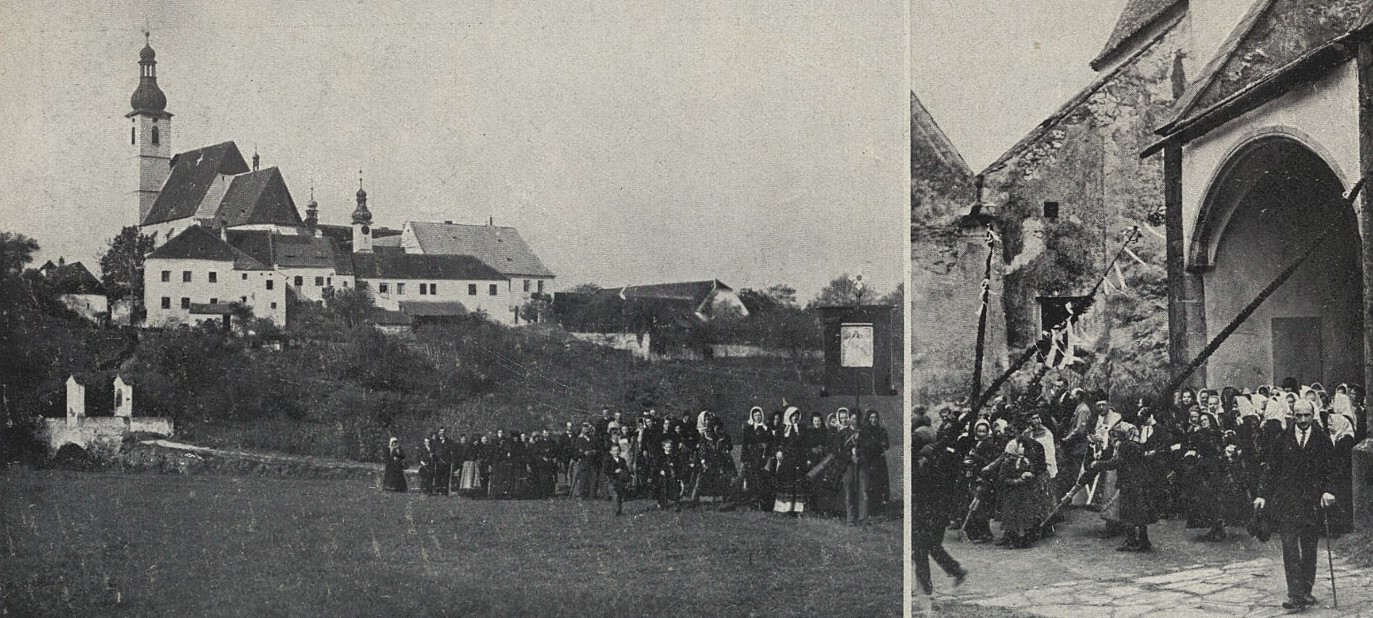
Kájovská pouť v roce 1930

V průběhu 18. století získal chrám nové vybavení včetně hlavního portálového oltáře s milostnou sochou Kájovské madony. Poutní místo negativně ovlivnily reformy císaře Josefa II., kdy byl v roce 1785 zrušen klášter Zlatá Koruna a kostel přešel pod Schwarzenbergy a duchovní správy se ujali světští kněží. Mimo toho byly zakázány poutě a zrekvírované cenností a zvony ve prospěch státu v roce 1793, 1809 a 1914. Později byly poutě obnoveny a ve 30. letech 20. století získali Kájov němečtí kněží řádu oblátů, kteří se o poutní místo starali a v roce 1935 obnovili studnu s léčivou vodou. Během odsunu místního německého obyvatelstva byli v roce 1946 vysídleni i němečtí mniši a poutní místo upadalo do roku 1989. Celý areál byl díky jeho vysoké umělecké hodnotě v roce 1995 prohlášen za národní kulturní památku. Kájovská fara není obsazena církevním správcem, ale je spravována z Českého Krumlova a od 31. července 1996 zde působily milosrdné sestry řádu sv. Vincence z Pauly, jejichž domovský klášter byl v Mnichově. Od října 2012 působí v Kájově komunita Milosrdných sester svatého Kříže, která zajišťuje i komentované prohlídky kostela. Od roku 2015 do roku 2022 procházel celý areál revitalizací, která byla rozdělena do dvou etap.

### Program záchrany architektonického dědictví
V rámci Programu záchrany architektonického dědictví bylo v letech 1995–2014 na opravu památky čerpáno 7 150 000 Kč.
| rok    | 1995  | 1996  | 1997 | 1998  | 1999  | 2000 |
| ------ | ----- | ----- | ---- | ----- | ----- | ---- |
| částka | 1 800 | 1 900 | 750  | 1 000 | 1 000 | 700  |

## Popis stavby kostela
Kostel je síňovým dvojlodím s protáhlým pětiboce uzavřeným presbytářem, zbarokizovanou hranolovitou věží v jihozápadním nároží, starou a novou sakristií při severní straně presbytáře a předsíní se vstupním portálem rovněž na severní straně. Na kamenných prvcích lze detailně poznat ryté značky, které udělali kameníci při stavbě kostela. Při opravě kostela po zásahu blesku v roce 1690 byl celý objekt natřen bílou barvou a šedou barvou byly natřeny římsy a nárožní kvádry. Tento letopočet je i namalován v medailonu na východní straně věže. Na věži jsou namalovány i sluneční hodiny od Petra Aneisse z roku 1709. Na východní straně kostela se mezi opěrným systémem nachází nika, kde jsou napsány letopočty rekonstrukcí kostela. 

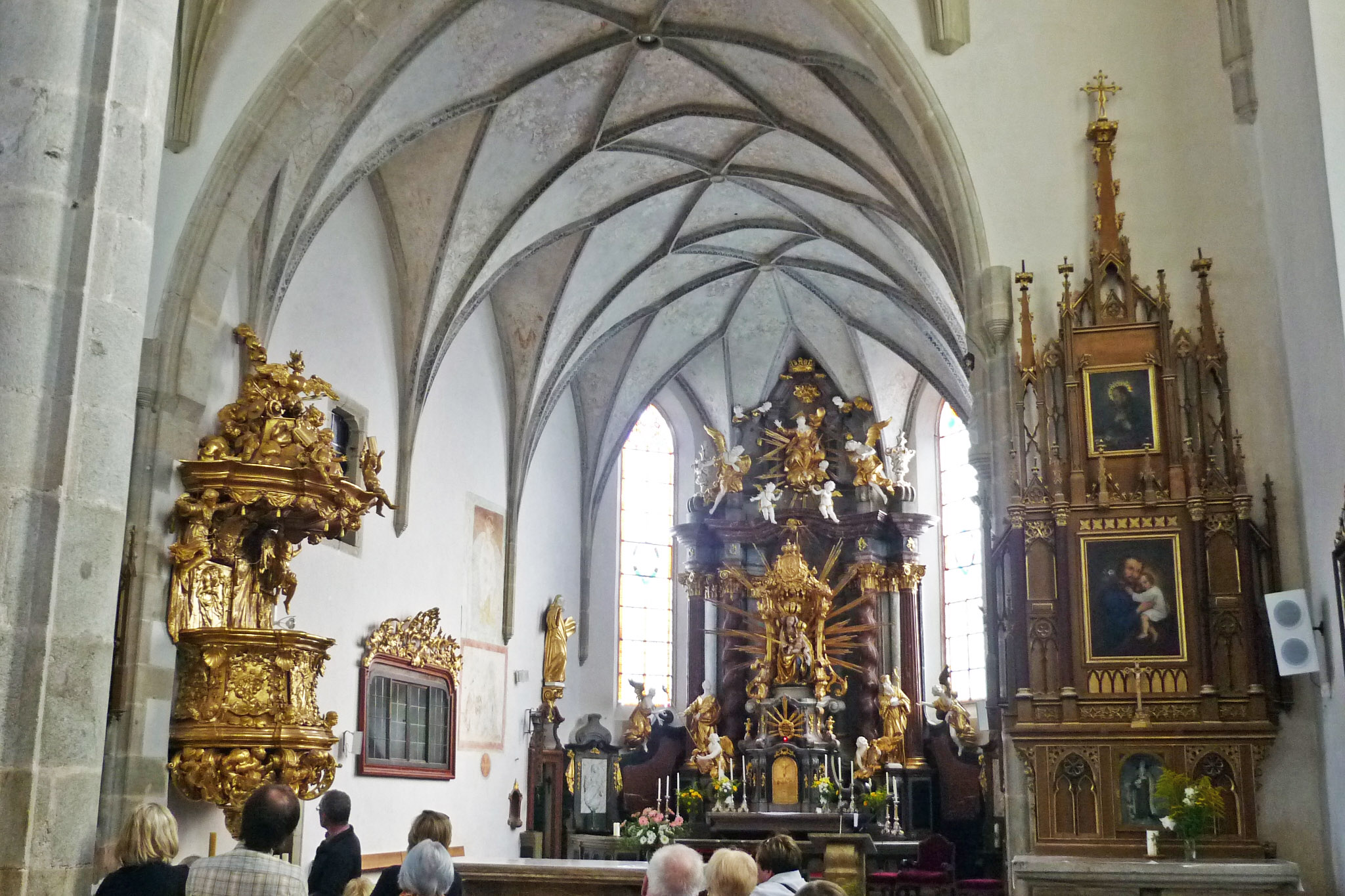
Presbytář s fragmenty nástěnných maleb na stěně a klenbách

Presbytář je zaklenut síťovou žebrovou klenbou podle vzoru kostela sv. Jiljí v Milevsku, zvaný milevský vzor. Žebra nasedají na tenké válcovité přípory profilovanými hlavicemi. Přípory končí jehlancovitými konzolami. Na severní stěně se nachází fragmenty nástěnných maleb z 15. století, a to výjevy Madony v září, Madony s donátory a po obou stranách oltáře jsou konsekrační kříže. Na klenbách jsou zbytky ornamentů z první poloviny 16. století. Hlavní oltář byl navržen architektem Andreasem Altomonteem ve stylu vrcholného baroka. Byl postaven mezi léty 1766 až 1769 a se svou výškou dosahuje až ke klenbě. Na oltářní mramorové menze je znak zlatokorunského opata Bohumíra Bylanského a ve středu oltáře sedí pozdně gotická Kájovská madona, nad kterou je erb Schwarzenberků. Na vrcholu kromě andělu se nachází Nejsvětější Trojice a po bocích oltáře stojí sochy sv. Josefa sv. Jáchyma. Nad vstupem do sakristie u oltáře a protější straně se na symetricky komponovaných portálku nacházejí sochy sv. Benedikta a sv. Bernarda z Clairvaux, pod kterým je latinský nápis obsahující informaci o opravě oltáře v roce 1862. Další malbou v kněžišti je Navštívení Panny Marie, která je ve stejném ornamentálním rámování jako protilehlé okno od knížecí oratoře. 

Stará a nová sakristie jsou zaklenuty valenou klenbou s lunetami, nad kterými se v patře nachází tzv. klenotnice. V západní sakristii je uzavřené schodiště, jejich dveře evokují oltář. Mezi novou a starou sakristií stojí knížecí oratoř a z obou sakristií se lze dostat z kostela Nanebevzetí Panny Marie do kostelíka Zesnutí Panny Marie.

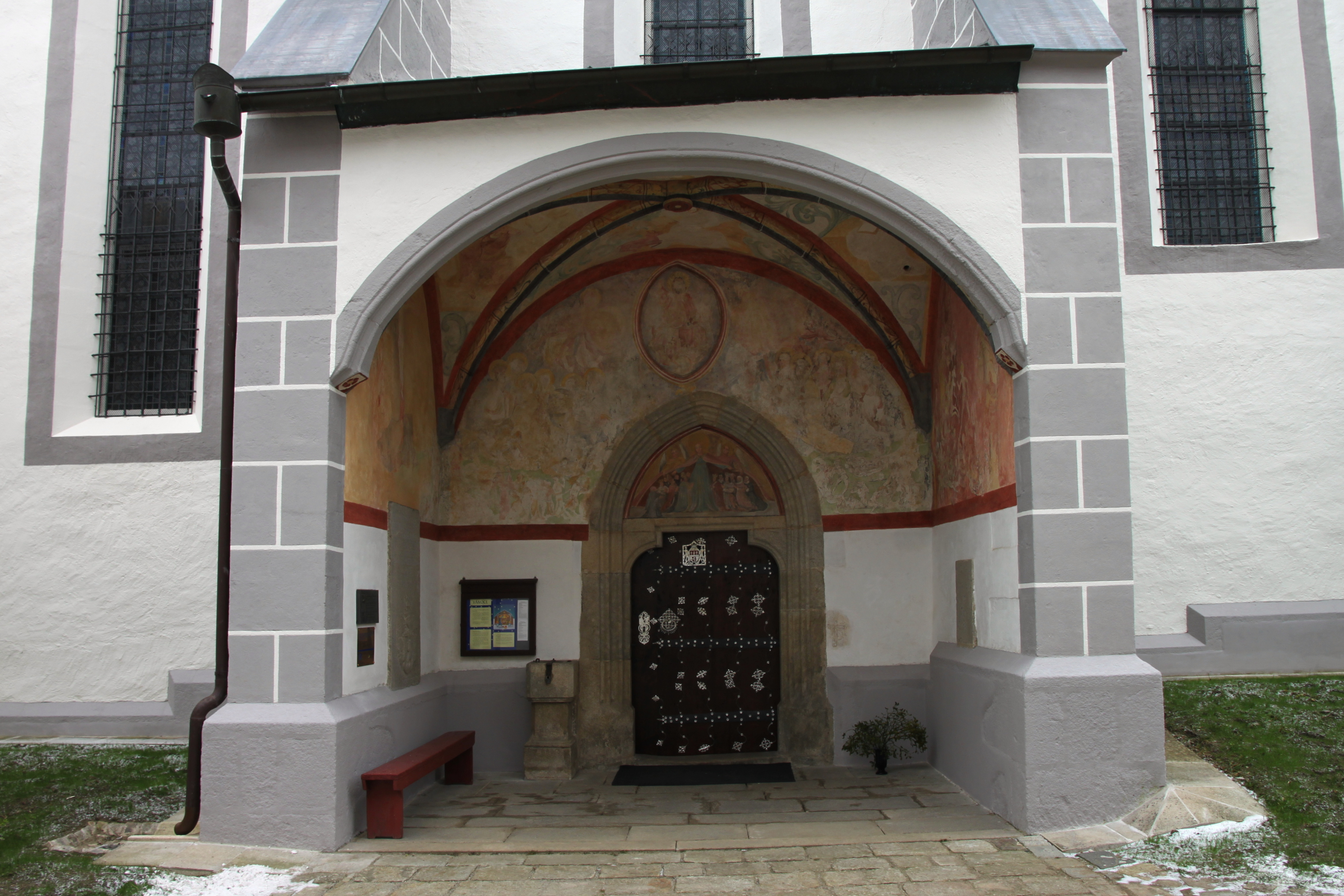
Předsíň s gotickým vstupním portálem

Presbytář je od hlavní lodě oddělen lomeným triumfálním obloukem. Dvojlodí má hvězdicovou žebrovou klenbu, která je svedena na dva nosné štíhlé osmiboké pilíře a třetí pilíř je umístěn asymetricky v jihozápadní části a podpírá věž. Žebra přecházejí do přípor končících v různých konzolách. Na bočních středověkých oltářních menzách jsou novogotické oltáře z dob 1881 a 1882. Na stěnách visí 14 obrazů křížové cesty z roku 1749 od Antonína Streera z Freistadtu. Kromě barokních řemeslných prvků jsou zde i lavice z 18. století.
Na západní straně se nachází přístavba schodiště na kruchtu, do které se vchází z venku a pod kterou je vstup do kostela. Prostor pod kruchtou je zaklenutý síťovou klenbou a část pod věží je zaklenuta hvězdicovou klenbou. Na pozdně gotické kamenné zábradlí s kružbami od kruchty  se nachází rokoková vyřezávaná mříž. Pod prospektem barokních varhan, které jsou z roku 1740, se na poprsni kruchty objevují fragment gotické nástěnné malby kolem konzoly s antropomorfním motivem. Po stranách konzoly jsou dva lučištníci a mezi nimi stylizovaný motiv sukovité větvoví v obdélném rámu. Podle malby jde usoudit, že na konzoli stála socha sv. Šebestiána.
Před severním gotickým hrotitým portálem a sedlovým rámem dveří stojí předsíň s křížovou klenbou a malbou pocházející z doby kolem 1500. Na klenbách jsou obrazy čtyř evangelistů a na stěnách se nachází výjevy z Posledního soudu. Nad dřevěných dveřích z roku 1480, na kterých je ornamentální kování a znak Českých Budějovic, je malba Panny Marie Ochranitelky přikrývající svým pláštěm zástupce všech stavů. Znak Českých Budějovic na dveřích připomíná, že jsou darem od občana nebo rady města Českých Budějovic, kteří považovali Pannu Marii Kájovskou za svou ochránkyní. Na koncích vítězného oblouku byly vytesány rožmberské pětilisté růže.
Jižní kamenný portál má románské tvary, což je výraz záměrného historismu a pochází z doby stavby kostela. V oblouku nadpraží se nachází malba Panny Marie Ochranitelky a pochází z téže doby. Malba nad jižními kovanými barokními dveřmi vyobrazuje Madonu v záři na červené středověké omítce z doby kolem 1500.

## Další stavby v areálu

### Kostelík Zesnutí Panny Marie

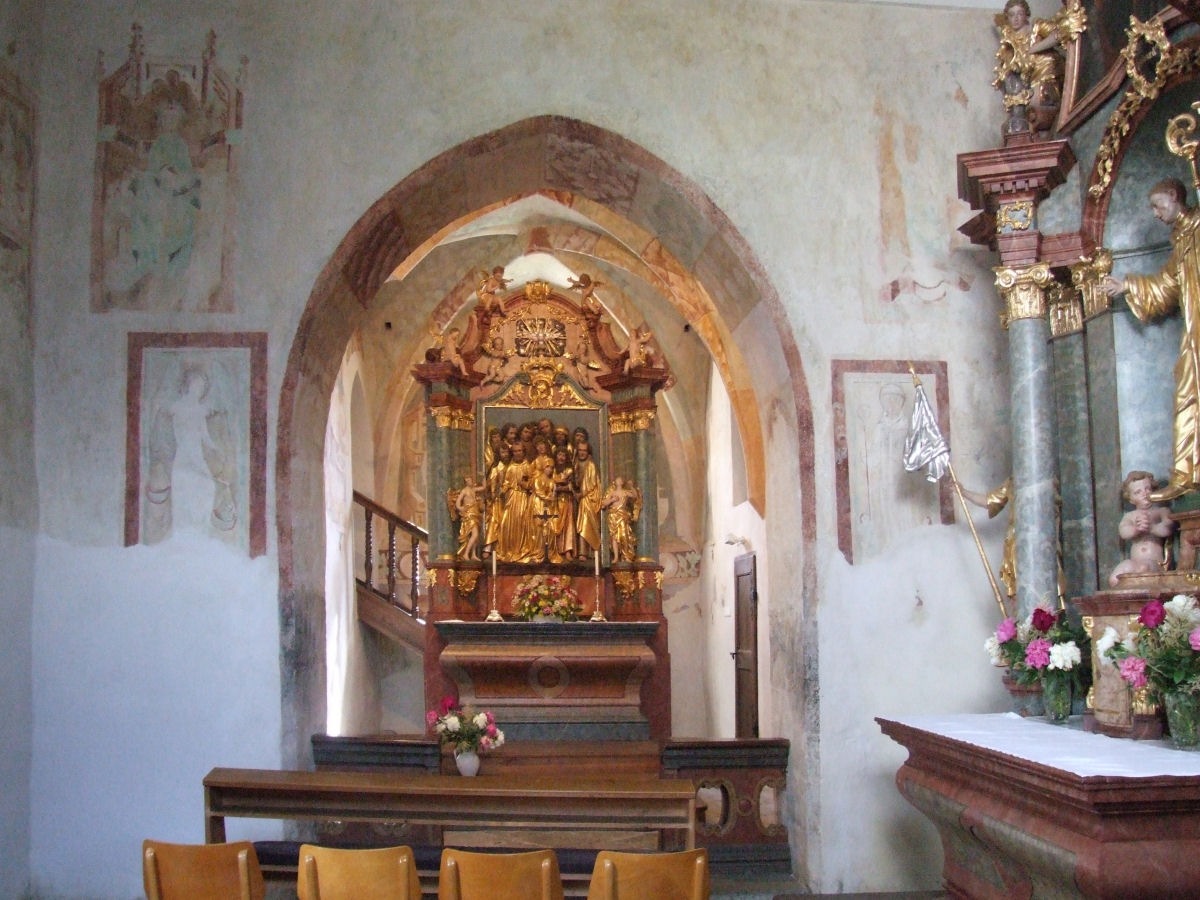
Kaple Zesnutí Panny Marie a kaple sv. Linharta

Jedná se o raně gotický kostelík z druhé poloviny 13. století. Když byl v roce 1769 kostel s farou spojen prostřednictvím spojovací chodby, která umožňovala kněžím snadný přístup až do sakristie i v době velkých poutí, byl kostelík rozdělen přepážkou na dvě části, jímž chodba procházela. Z kostelíka tak vznikla kaple Smrti Panny Marie a kaple sv. Linharta. Při přestavbě byla poničena žebra klenby a gotické nástěnné malby. Přepážka byla ve třicátých letech 20. století odstraněna. Malby v kapli Smrti Panny Marie pochází kolem roku 1370. Na křížové klenbě se nachází ornamentální malba, na horní části stěn jsou obrazy světců a ve spodní části stěn byla iluzivní architektura, jejíž fragmenty se nejlépe dochovaly na severní stěně. Na této stěně je výjev Smrti Panny Marie, kde Panna Maria leží na lůžku a kolem ní jsou apoštolové. Nad hlavami apoštolů se nachází Kristus v mandorle, který drží v levé ruce její duši v podobě drobné postavy. Na východní stěně jsou u okna vyobrazeni sv. Kateřina a sv. Zikmund. Pod oknem je mramorová deska, jejíž střed zdobí rožmberský erb a nad ním je latinský text, který v překladu zní „Léta Páně 1488 byl tento kostel zcela dokončen.“ Tato mramorová deska se nejspíše vztahuje ke kostelu Nanebevzetí Panny Marie a deska zde byla dána později. Uprostřed této kaple stojí barokní oltář z roku 1708, v jejímž středu se nachází pozdně gotický reliéf Smrti Panny Marie. Reliéf pochází z doby kolem roku 1490 a dal ho s původním oltářem zhotovil farář Michael Pils.
Kaple Smrti Panny Marie a kaple sv. Linharta odděluje vítězný oblouk s malbami. Kaple sv. Linharta je plochostropá a dříve se do kostelíku vstupovalo ze západní strany, kde je z venku zazděný pozdně gotický sedlový přetínavý portál z roku 1488. Malby v této kapli pochází pravděpodobně kolem roku 1400. U vítězného oblouku je nalevo vyobrazena Nejsvětější trojice, pod kterou je archanděl Michael, který váží duše zemřelých a nalevo je vyobrazen sv. Leonard, u jehož nohou se nachází miniaturní osvobození zajatci. Na severní stěně jsou dochovány dvě řady menších výjevů ze života Krista, a to Kristus před Pilátem, Bičování Krista a Posmívání se Kristu, Kristus sestupuje do Pekla, Nanebevzetí Krista a Seslání Ducha svatého. Výjevy ze života Krista pravděpodobně probíhaly v celé šířce severní stěny, ale byly zničeny při barokních úpravách kaple. Barokní oltář stojící u jižní stěny vytvořil v roce 1664 zlatokorunský truhlář Hans Sturzenberger. V jeho středu stojí socha sv. Leonarda po jehož stranách stojí sochy sv. Floriána a sv. Achátia. V ozdobném nástavci je obraz sv. Wolfganga.

### Fara

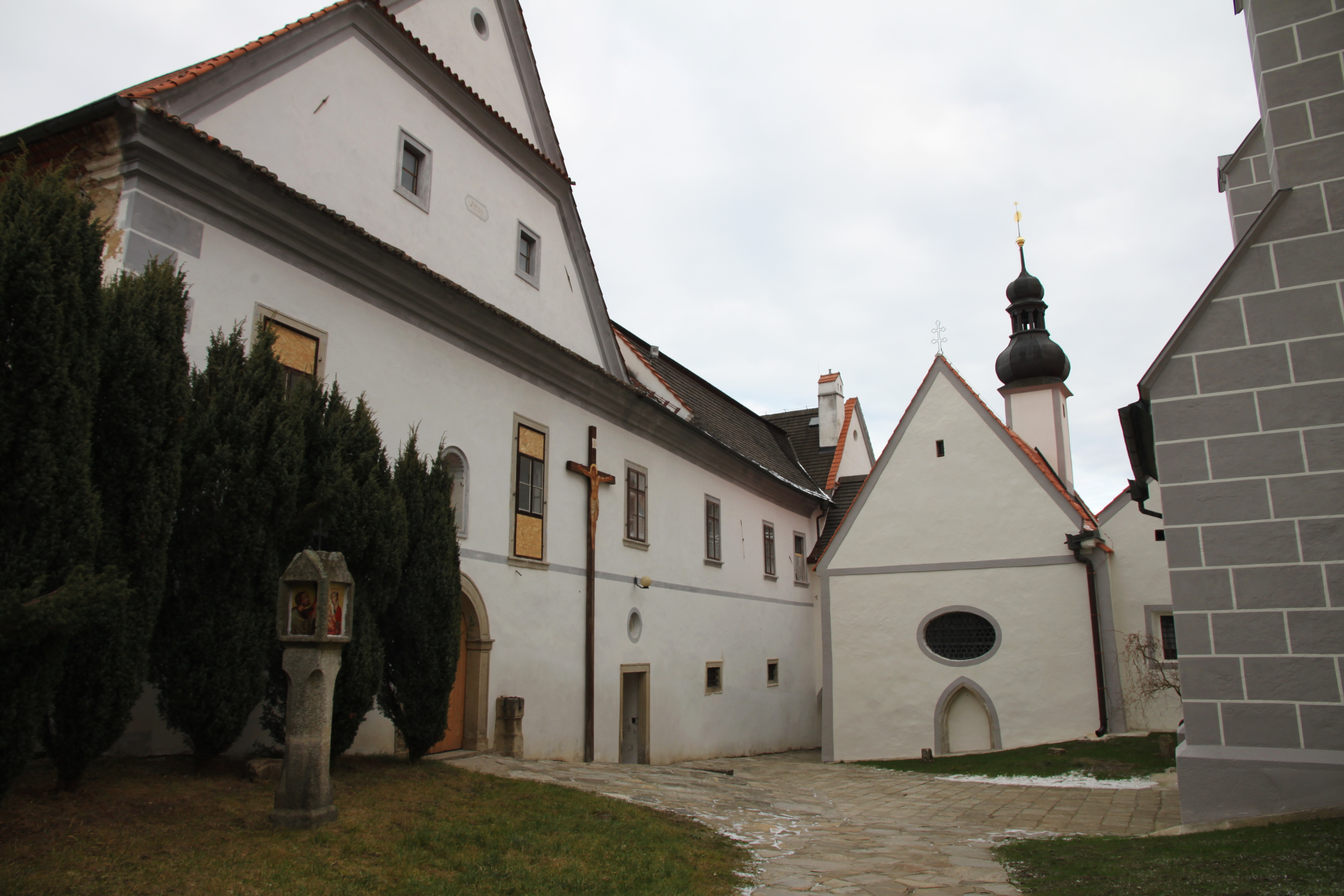
Fara s kaplí sv. Jana Nepomuckého, kostelík Zesnutí Panny Marie a boží muka

Fara pochází z roku 1661 a jedná se o jednopatrovou obdélnou trojkřídlovou stavbu se sedlovou střechou. Na straně ke kostelu se zděným štítem je pokrytá šindelem. V souladu s výrazem raného baroka jsou průčelí strohá a plastické prvky jsou pouze korunní římsa a na ni navazující římsy trojúhelných štítů. Fasáda je vyhotovena podle vzoru kostela. V roce 1678 nechal eggenberský písař na průčelí fary naproti kněžiště vymalovat výjev Utrpení páně. Jeho část byla ale v roce 1762 zakrytá přístavbou chodby spojující faru s kaplí Zesnutí Panny Marie a sakristií. Významné jsou i jeho dochované gotické sklepy, dochované pavlače ve dvoře a barokní detaily interiérů. Místnosti fary mají valené klenby s výsečemi a kromě jídelny a schodiště zde byly i hostinský pokoj, pokoj pro čeleď, farní knihovna a další místnosti. K faře naleží také i chlévy, kde se chovaly ovce, koně, krávy a prasata. V rámci druhé etapy revitalizace poutního areálu vznikne v západním křídle nový výstavní prostor, kde budou vystaveny vzácné gotické nebo barokní věci, které většinou zachránil farář Zborovský ze zničených kostelů ve vojenském prostoru Boletice.

### Kaple sv. Jana Nepomuckého
Kaple byla postavena v roce 1699, tedy dvacet dva let před blahořečením sv. Jana Nepomuckého. Jedná se o obdélnou plochostropou kapli s římsovou výzdobou s hlavami andělů na stropě. Naproti třem obdélných oken na západní straně se nachází dřevěná kruchta, pod ní stojí železná kamna a vestavěná dřevěná zpovědnice, kvůli které byla kaple postavena, když už nebyl dostatečný počet zpovědnic pro poutníky. Hlavním prvkem oltáře, který byl postaven dle návrhu malíře Křišťana Dittmanna z Prahy, je socha sv. Jana Nepomuckého. Tu daroval roku 1694 vrchní trubač knížete z Eggenberka Daniel Brejcha. Než byla kaple postavena, stávala socha v kostele u prvního sloupu. Později přibyly na po stranách oltáři i sochy sv. Prokopa a Edmunda, které jsou dílem sochaře Filipa Ramblera z Friedberku. V roce 1704 byly postaveny malé varhany, které byly darovány Janem Křišťanem z Eggenberka. Když se dostavěl přilehlý kaplanský dům, byla nad kaplí v roce 1724 postavena malá věžička se zvonkem.

### Kaple sv. Terezie

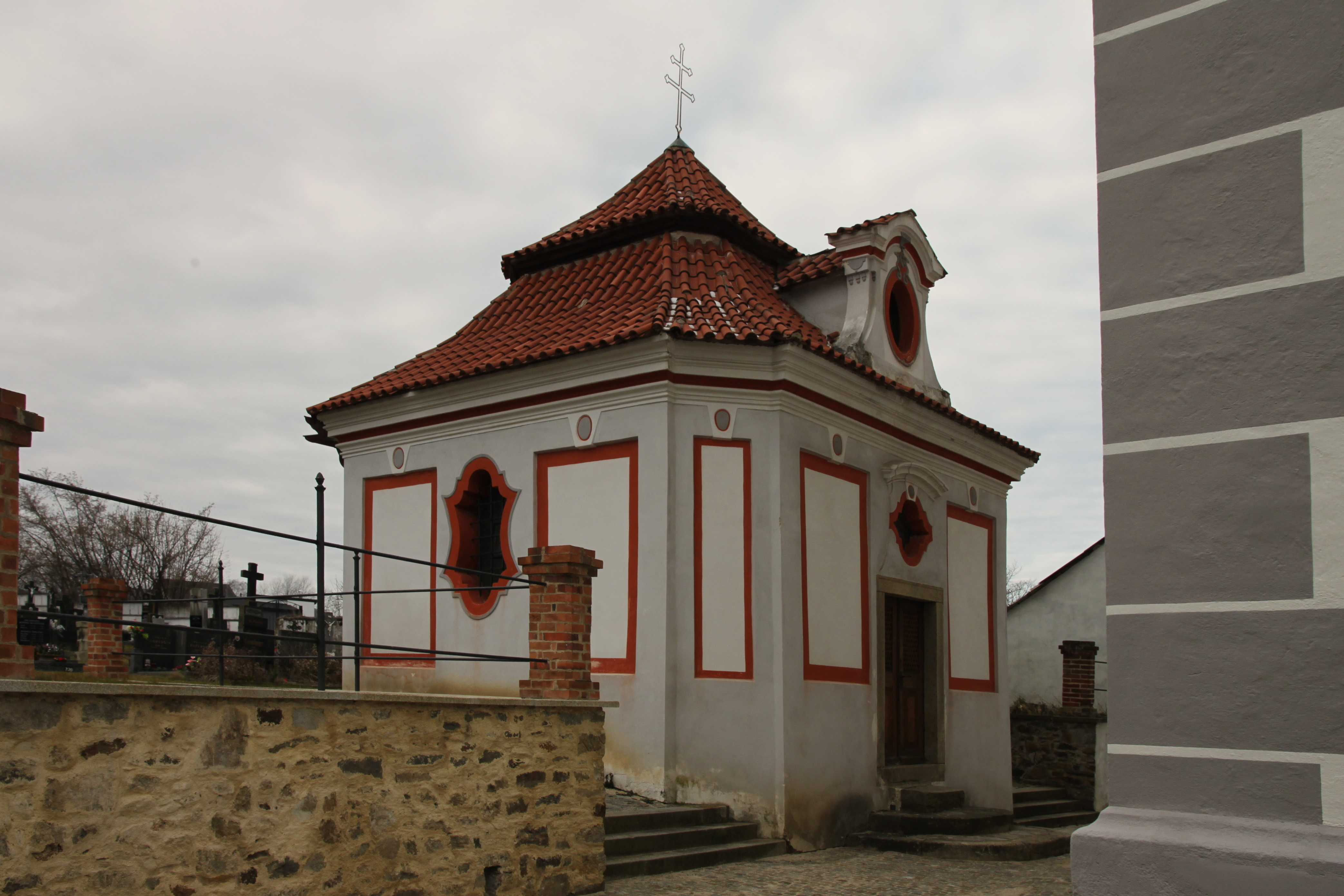
Kaple sv. Terezie

U staré márnice byla naproti západnímu vchodu kostela postavena v roce 1752 barokní kaple, které se dříve nazývala kaple sv. Kříže nebo také hřbitovní kaple. Jedná se o čtvercovou kapli se zkosenými nárožími, která má kasulová okna a mansardovou střechu s vikýřem. Uvnitř se v kruhovém půdorysu nachází oltář pocházející z roku 1930 a dvě pamětní desky, které připomínají oběti Druhé světové války v Kájově. Jedná se o oltář, kde je vyobrazena Madona a sv. Terezie z Lisieux, pod nimiž se nachází poutní místo Kájov.

### Boží muka
Boží muka byla přenesena na místo mezi kaplí sv. Jana Nepomuckého a starou márnicí z Kladenského Rovného, kde patrně stála u mlýna č. p. 4 nedaleko cesty vedoucí ke skále sv. Wolfganga na úpatí Žestovské hory. Pozdně gotická žulová boží muka jsou patrně součástí souboru prací souvisejících s tvorbou rožmberské kamenické huti. Střední část dříku zmizela ještě z původního místa, kde stávala. Na čtvercovém podstavci se nachází dřík, který je posléze ze čtyřhranu otesán do osmihranu. Z nároží podstavce nad patkou vybíhají drápky, stejným způsobem je dřík ukončen i nahoře. Na prosté kaplici s typickým průnikem sedlových stříšek jsou dvě niky, kde původní obrázky z plechu byly nahrazeny malbou z konce 20. století a na každé straně kaplice jsou vytesány letopočty patrně některých událostí. Na přední straně je vytesán 1508, což lze považovat za letopočet pořízení božích muk, na pravé straně se nachází 1718, zadní část zdobí graficky zpracovaný nápis IHS s křížem, pod nimž je 1663 a na pravé části je nejmladší letopočet, a to 1925, který bude datum obnovy nebo další událostí. Na vrcholu božích muk ve středu průniku stříšek se nachází základna pro tesaný křížek, který byl nahrazen kovaným.

### Starý hřbitov
Ze starého hřbitova, který částečně obklopoval kostel, se kromě devíti kovaných železných křížů ze druhé poloviny 17. století umístěny u kostela mezi farou a kostelíkem Zesnutí Panny Marie dochovala i ohradní kamennou zeď s prejzovou stříškou. Tato zeď má tři vstupy s gotickými kamennými ostěními z roku 1741–1485.

## Vybavení a výzdoba interiéru

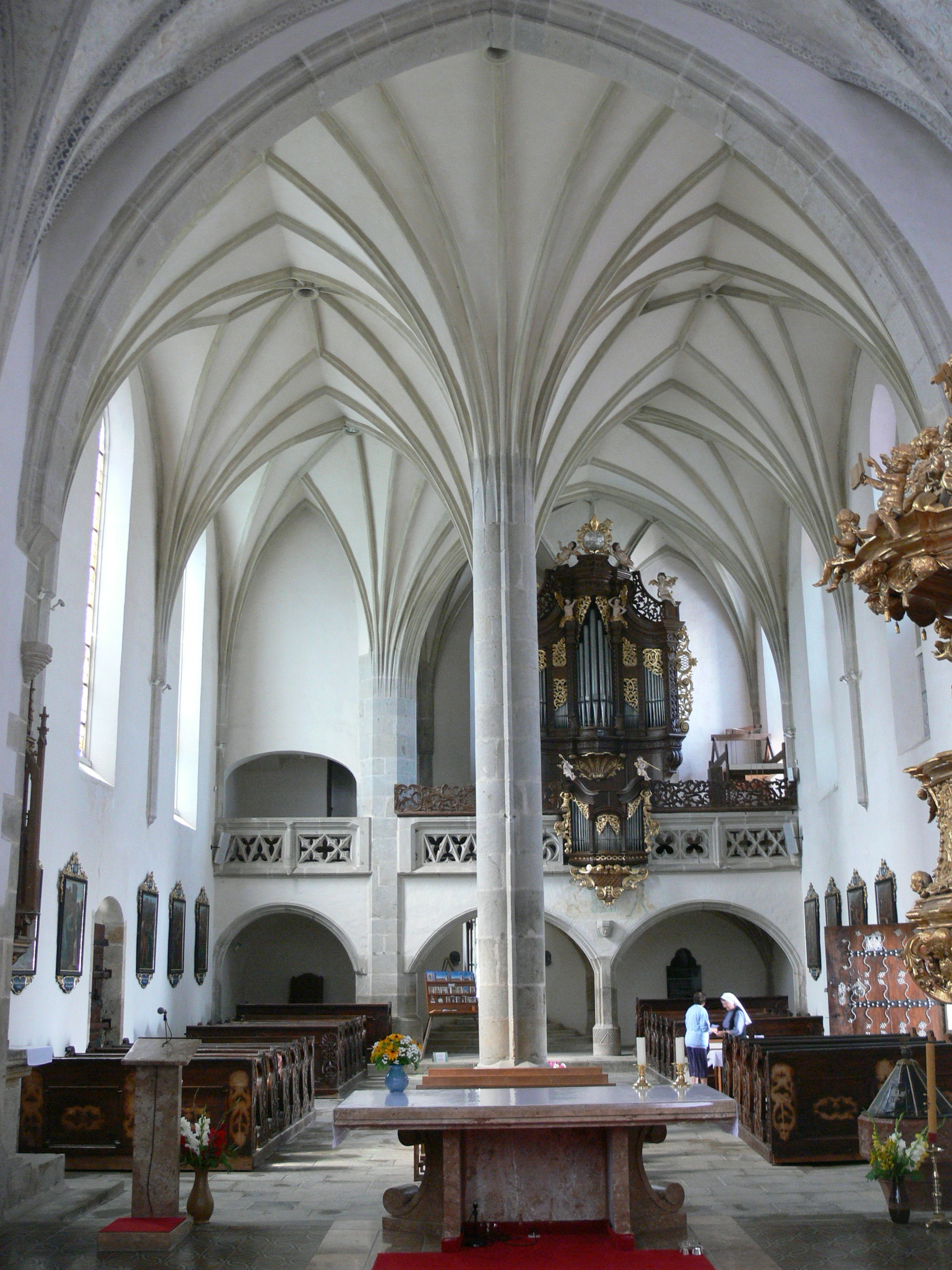
Dvojlodí

Z prvků výzdoby a vybavení jsou nejzajímavější:
- gotické figurální fresky na severní stěně kněžiště (po 1430) – Madona v září a Madona s donátory
- mramorová křtitelnice (kolem 1485)
- pozdně gotické kamenné zábradlí s kružbami od kruchty
- ornamentální malba (první polovina 16. století) na klenbách kněžiště
- barokní hlavní oltář z let 1766–1769 (A. Altomonte), s pozdně gotickou sochou Kájovské madony (kolem 1500)
- barokní zdobené zámky dveří v sakristii
- barokní varhany s erbem opata Kristiána Guschla na skříni (1740)
- barokní kazatelna s erbem opata Kristina Guschla (1742)
- barokní vyřezávané lavice (první polovina 18. století)
- a další

V kájovském kostele se dříve nacházel i deskový cyklus a umučením apoštolů, jenž byl později přemístěn na zámek v Českém Krumlově a v současnosti se nachází díky dlouhodobé výpůjčce zdejší farnosti v klášteře Zlatá Koruna.

## Fotogalerie

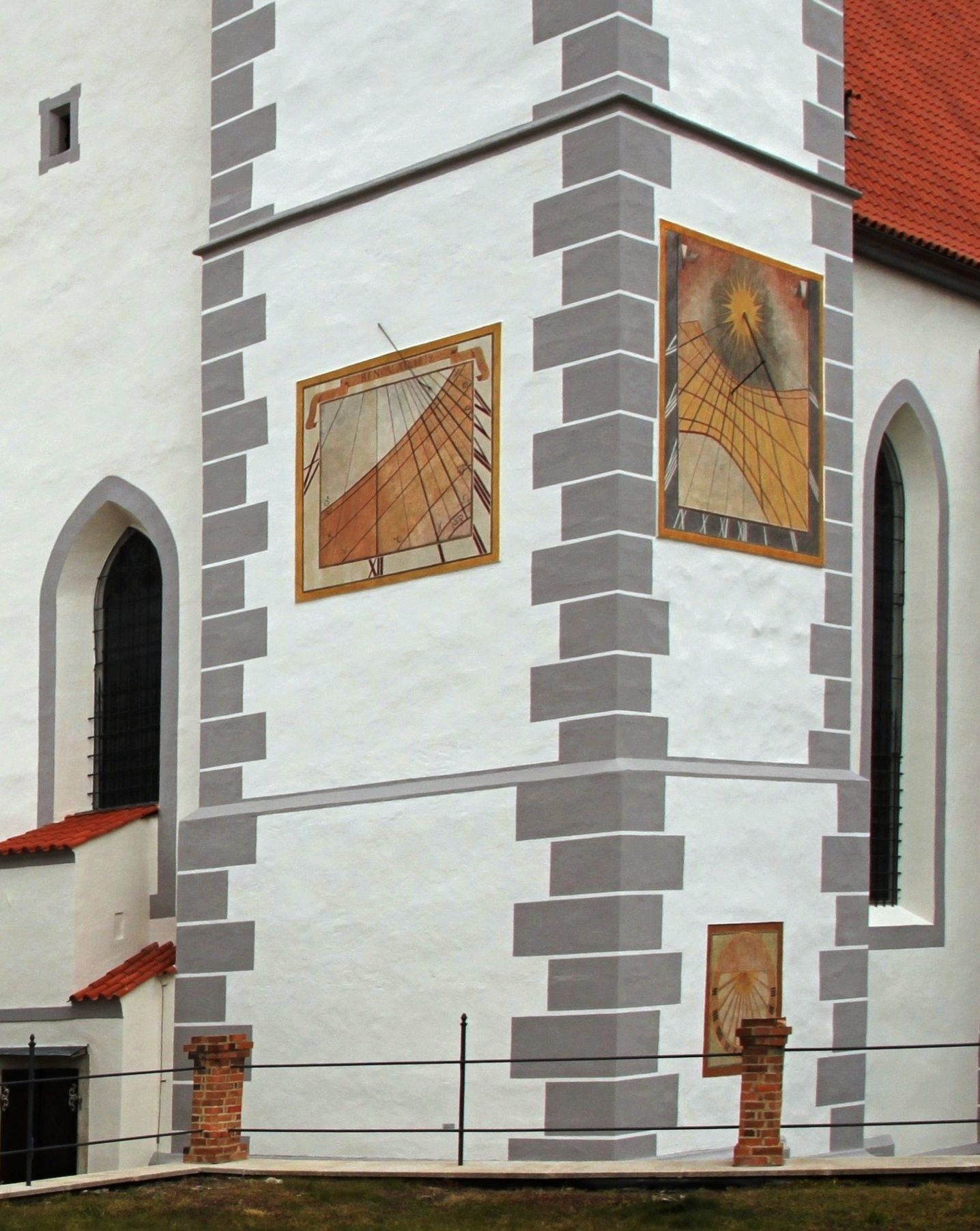
Sluneční hodiny na věži kostela
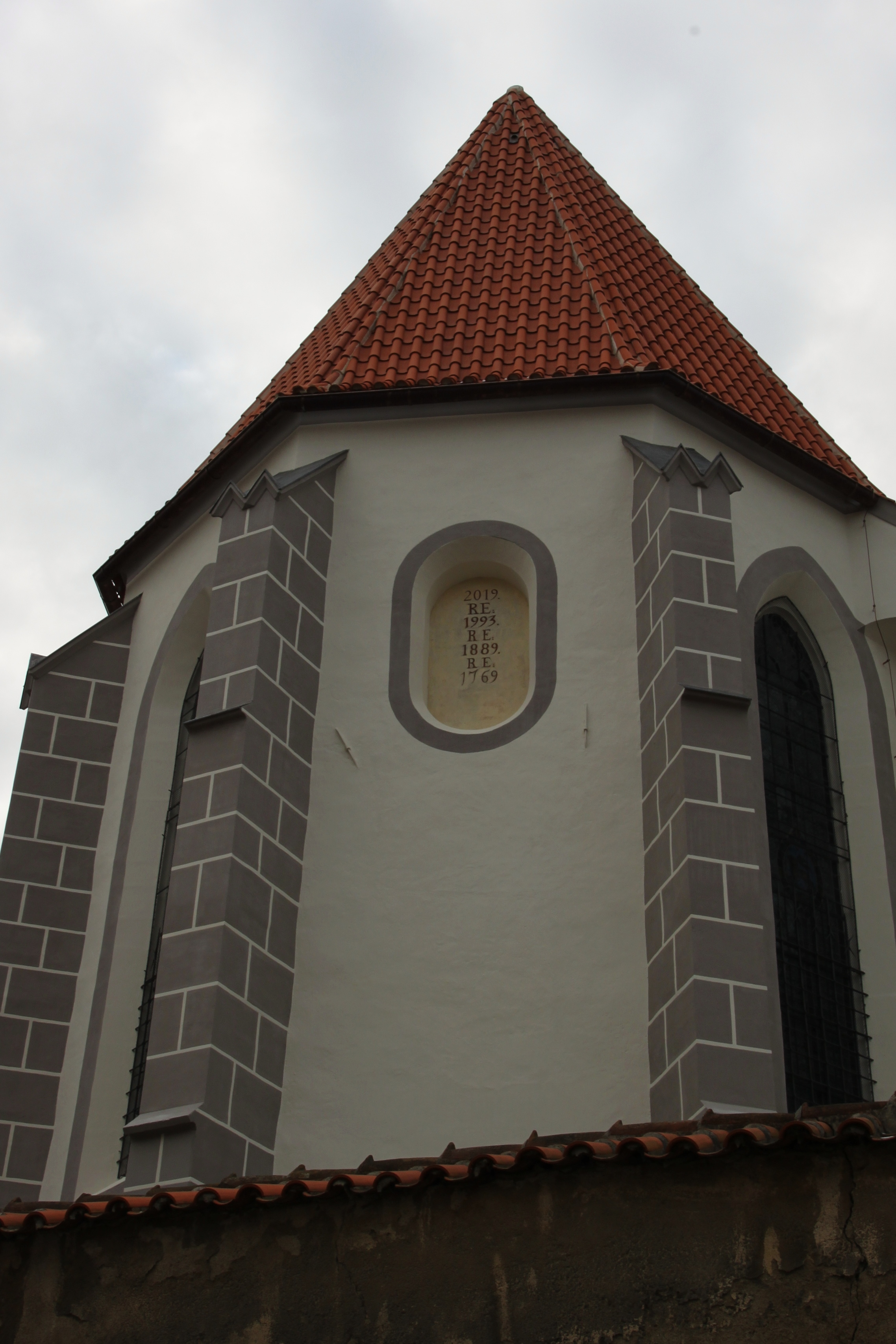
Opěrný systém s nikou s letopočty od rekonstrukcích kostela
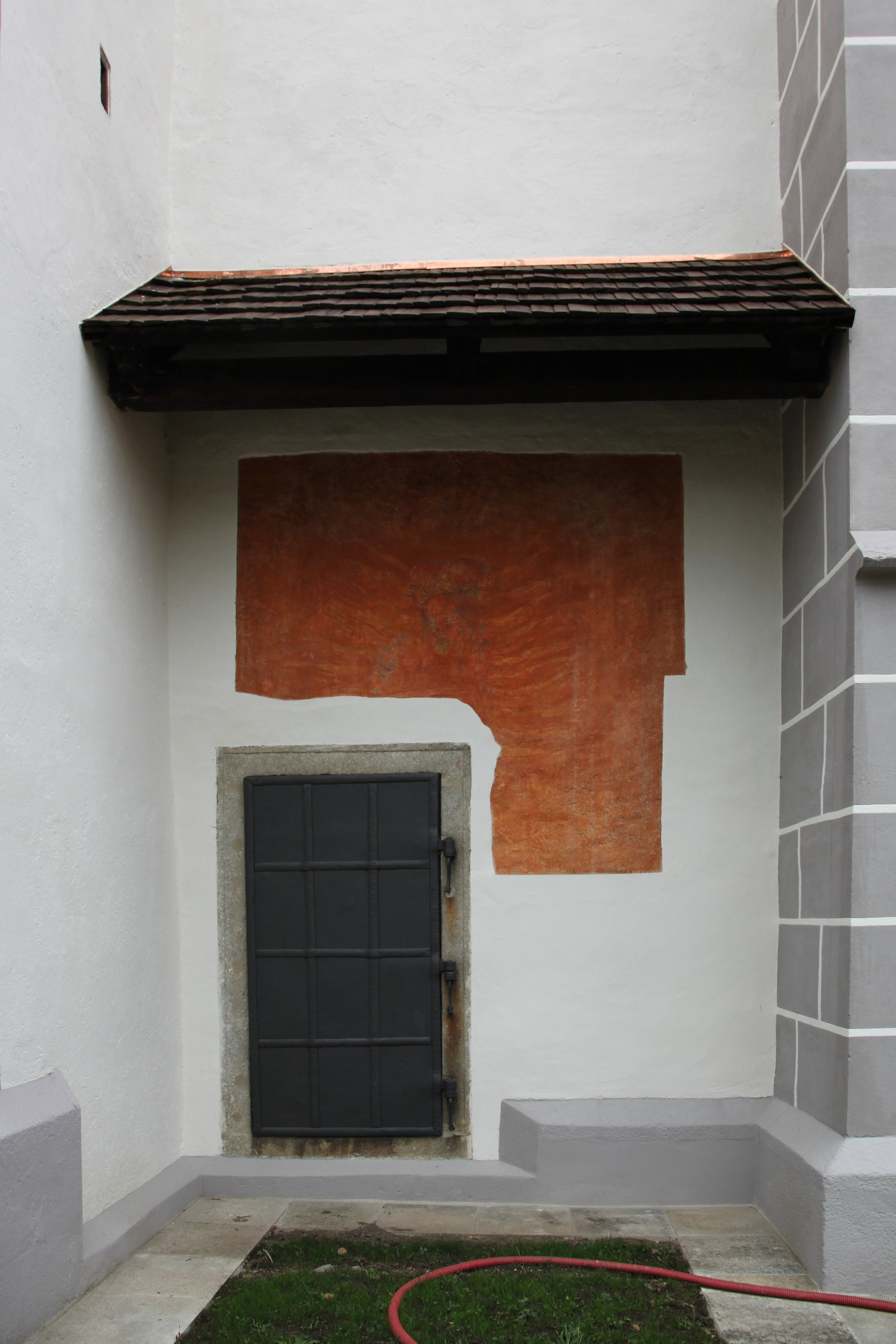
Jižní kované barokní dveře s malbou Madonu v záři na červené středověké omítce
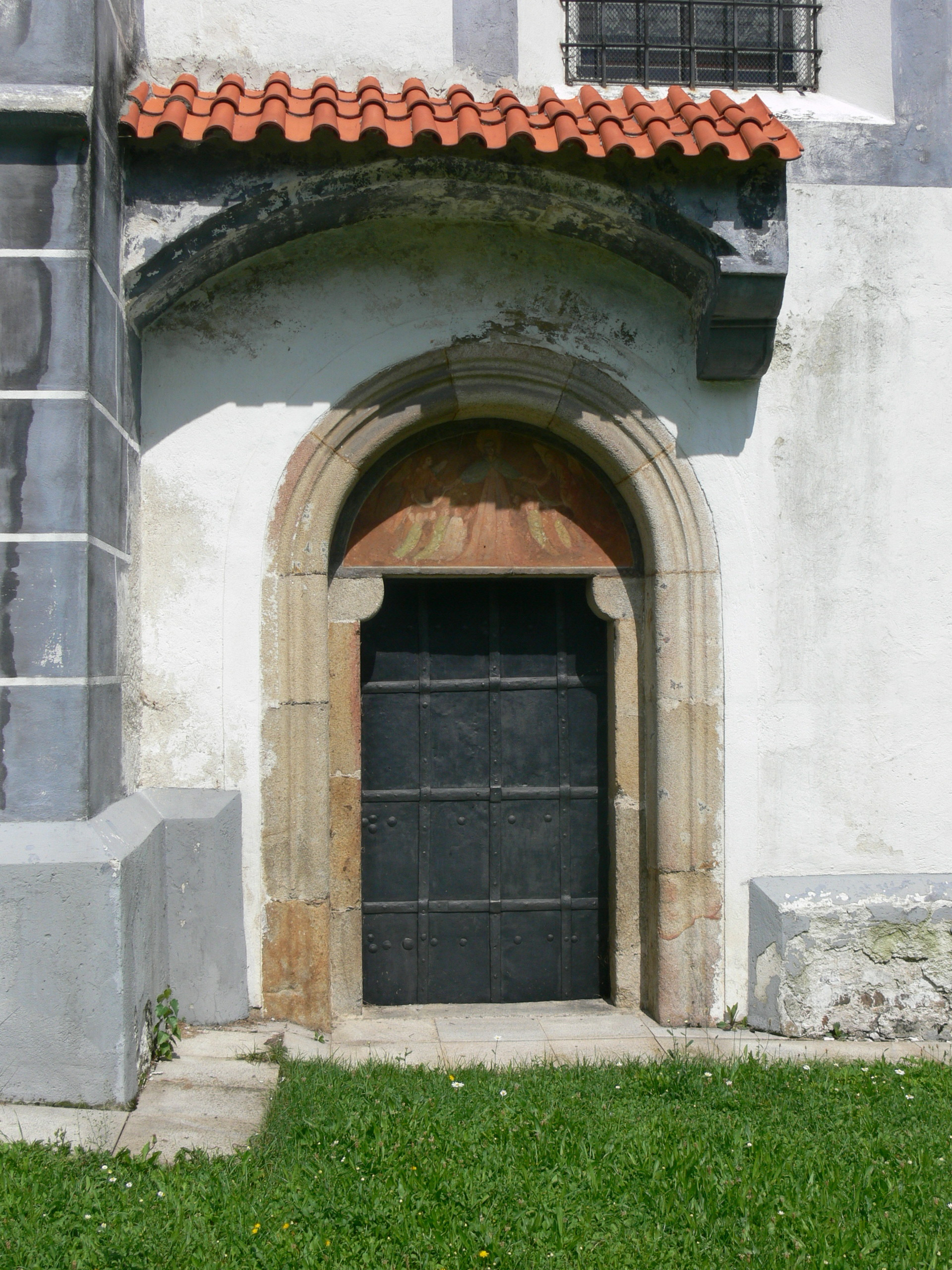
Jižní kamenný portál s malbou Panny Marie Ochranitelky
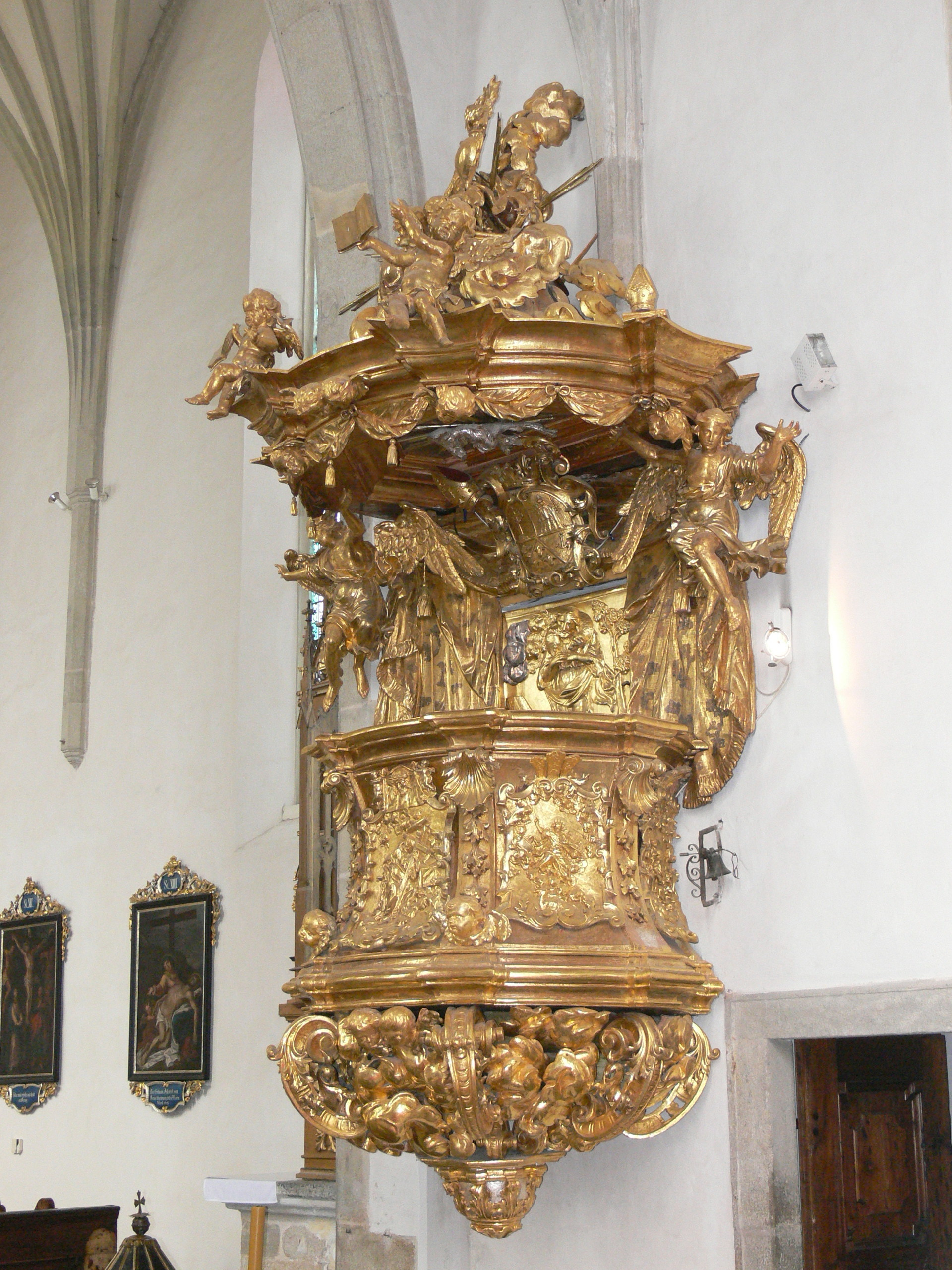
Kazatelna
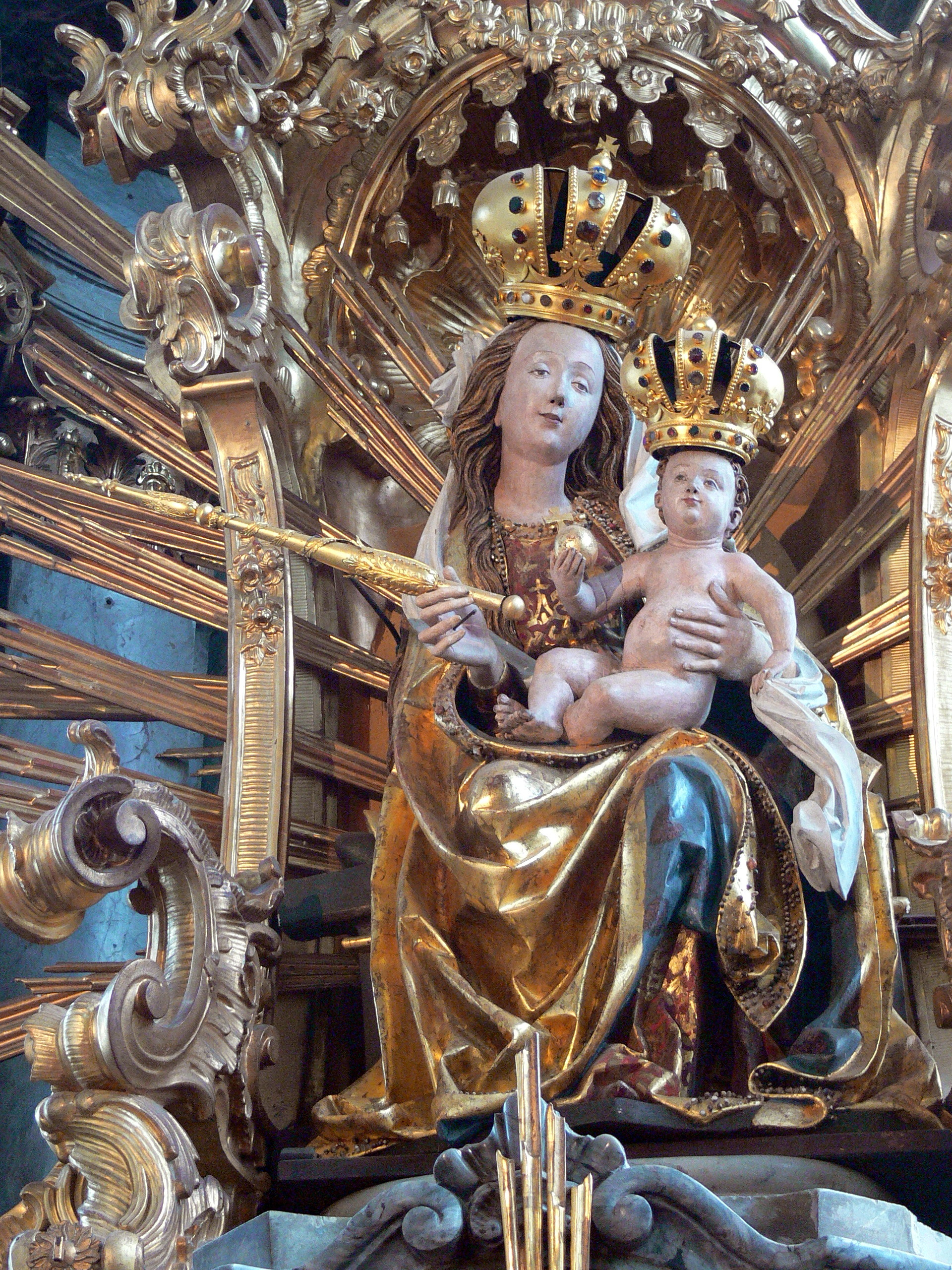
Kájovská madona
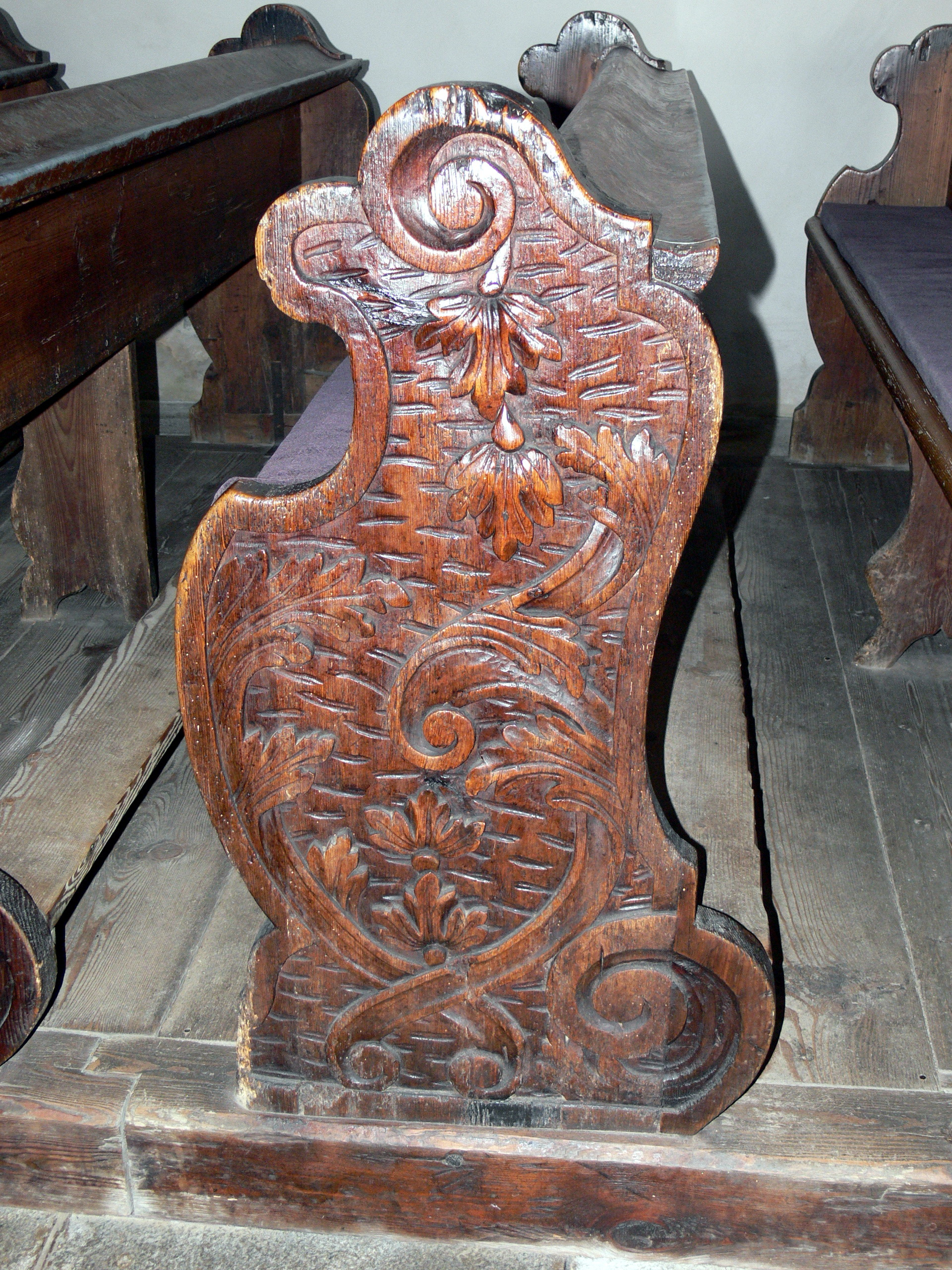
Lavice
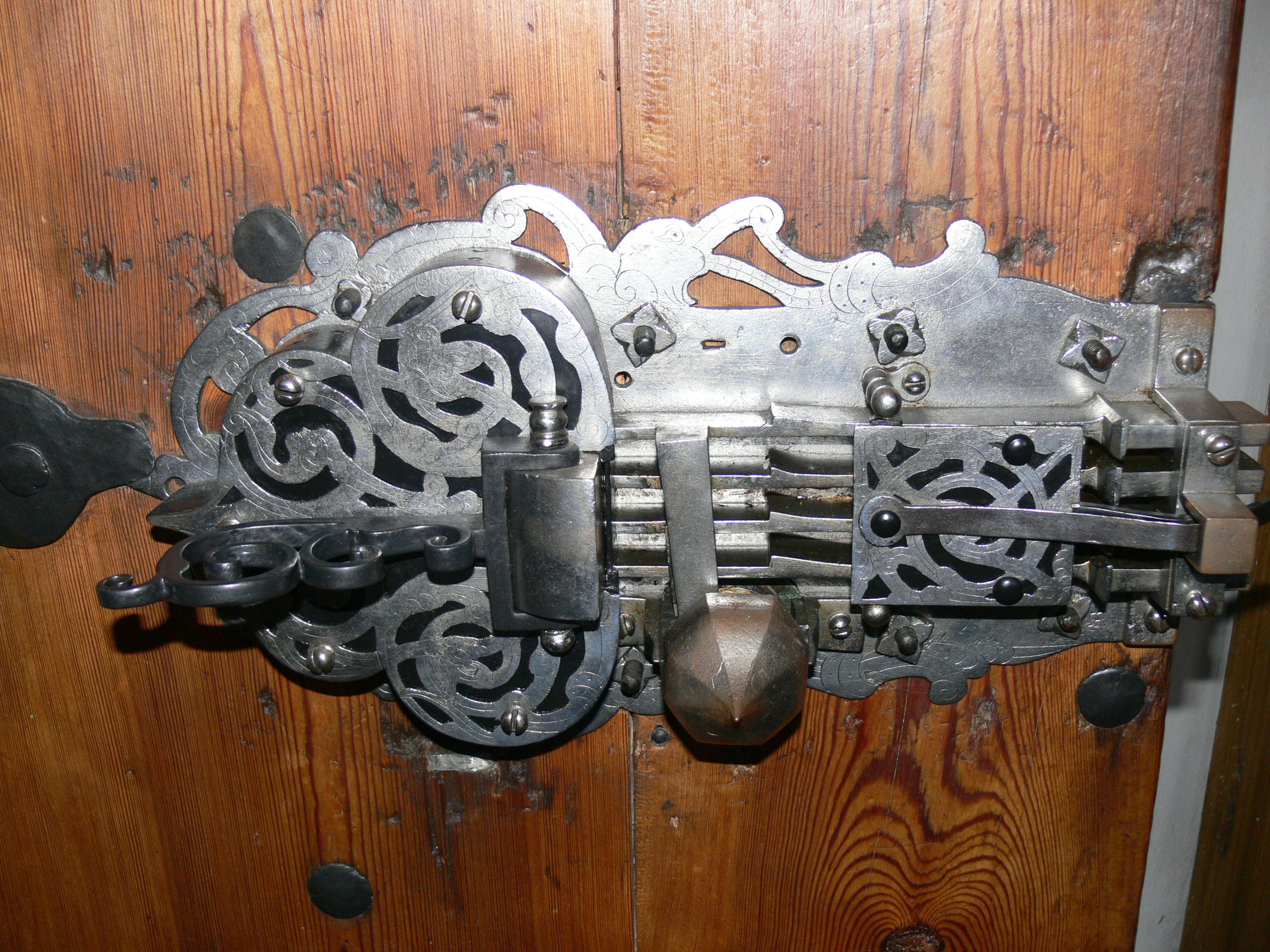
Barokní zámek dveří
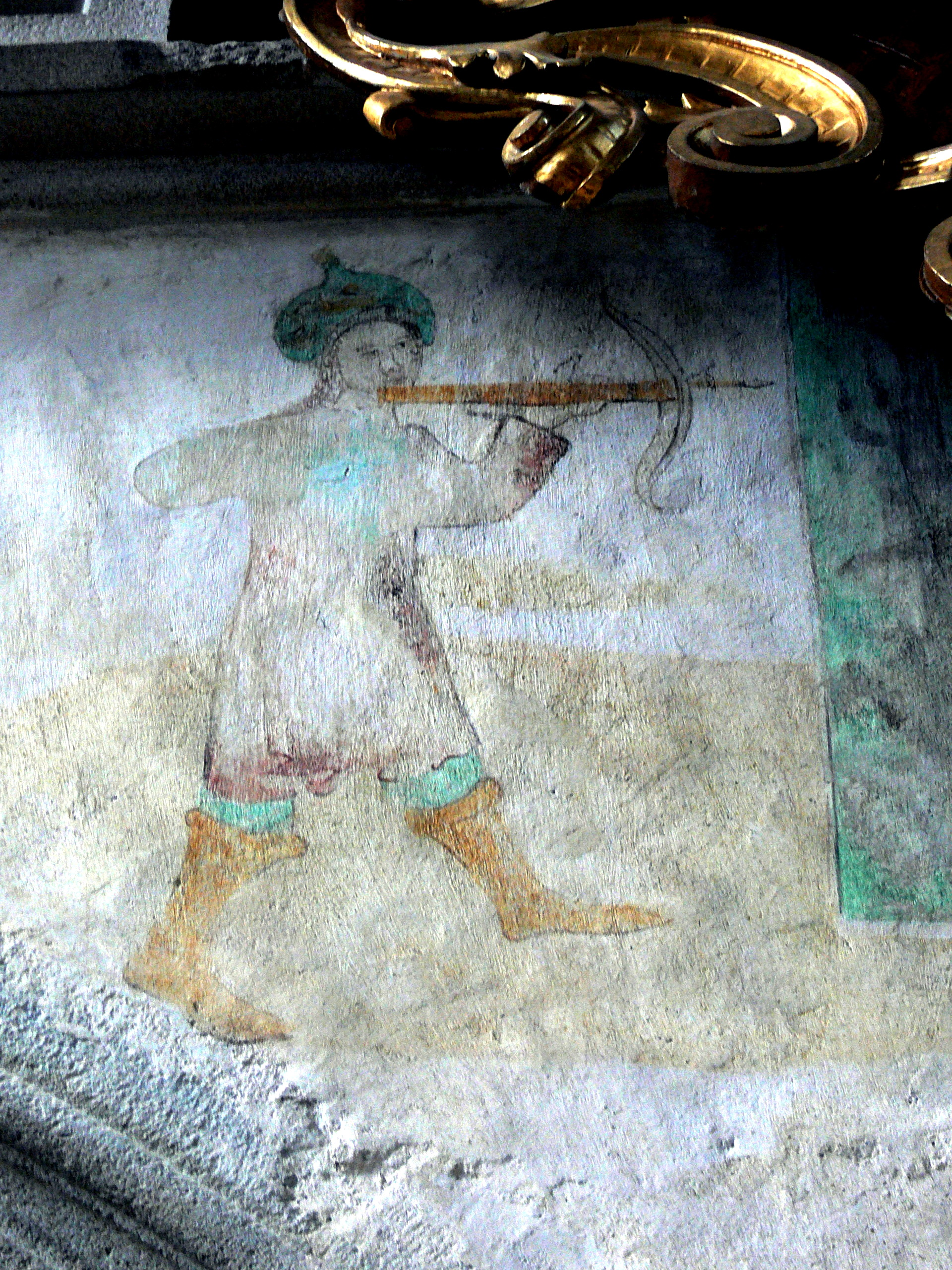
Lučištník u konzole pod prospektem
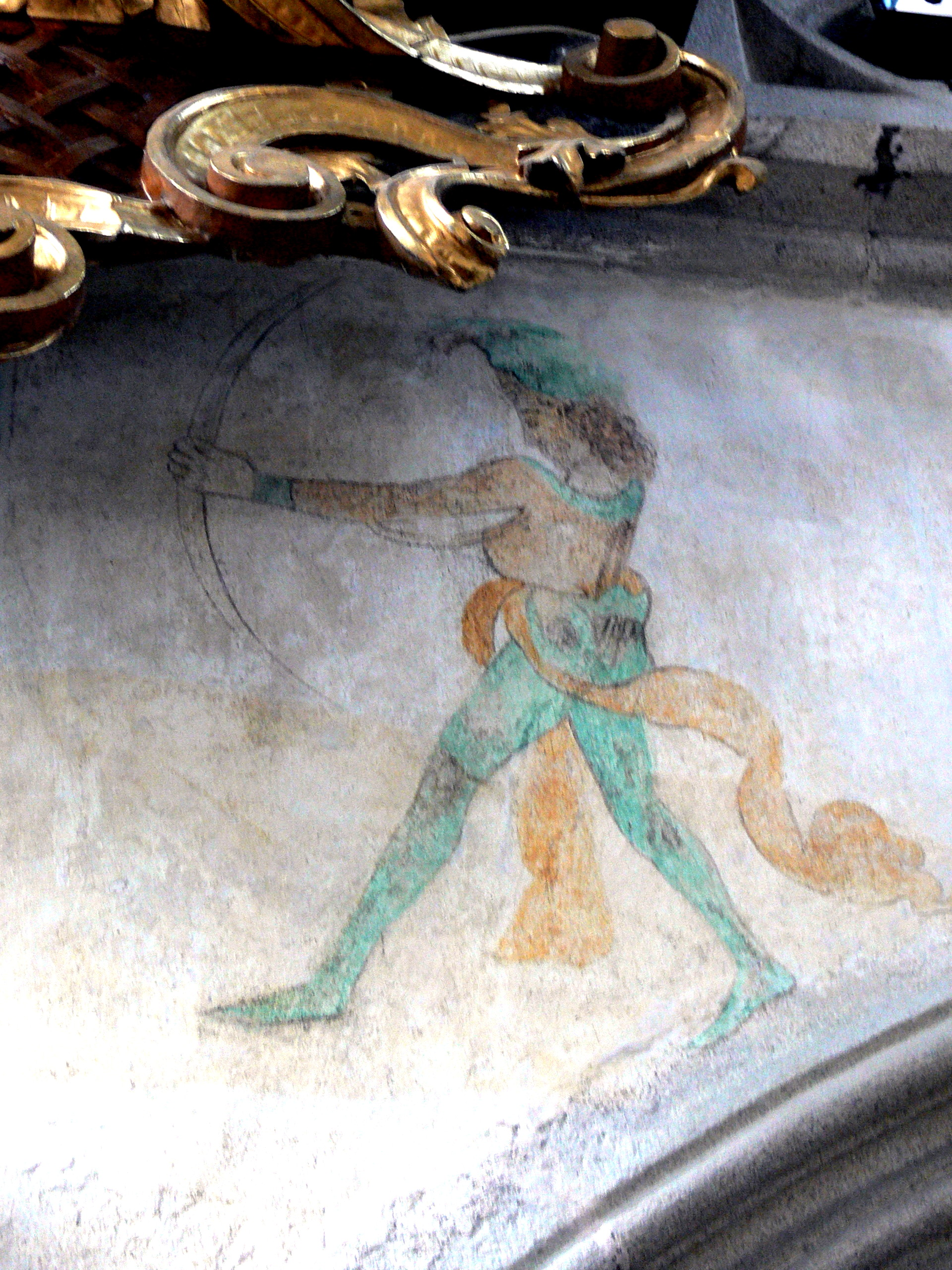
Lučištník u konzole pod prospektem
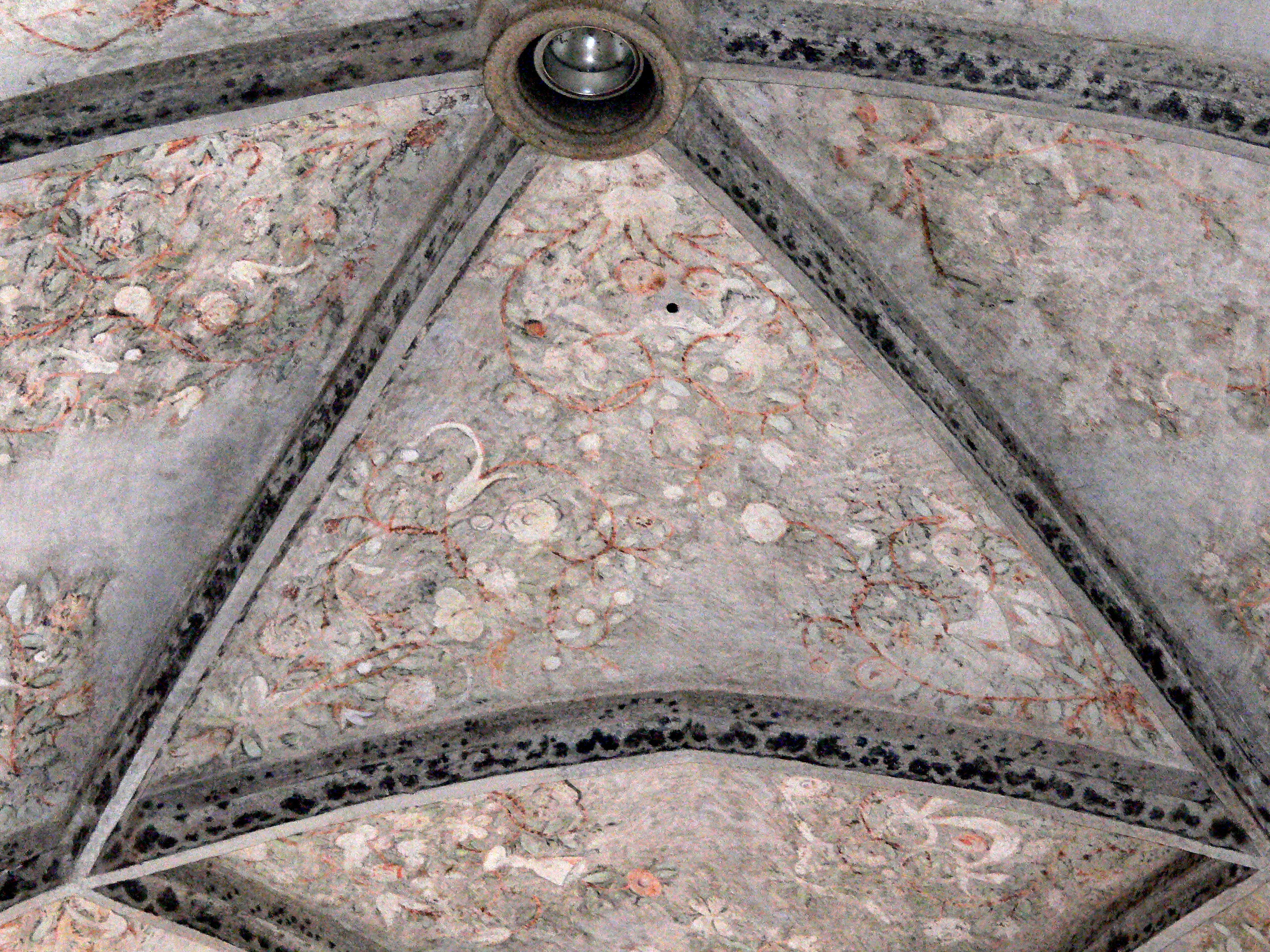
Ornamenty na klenbě v kněžišti
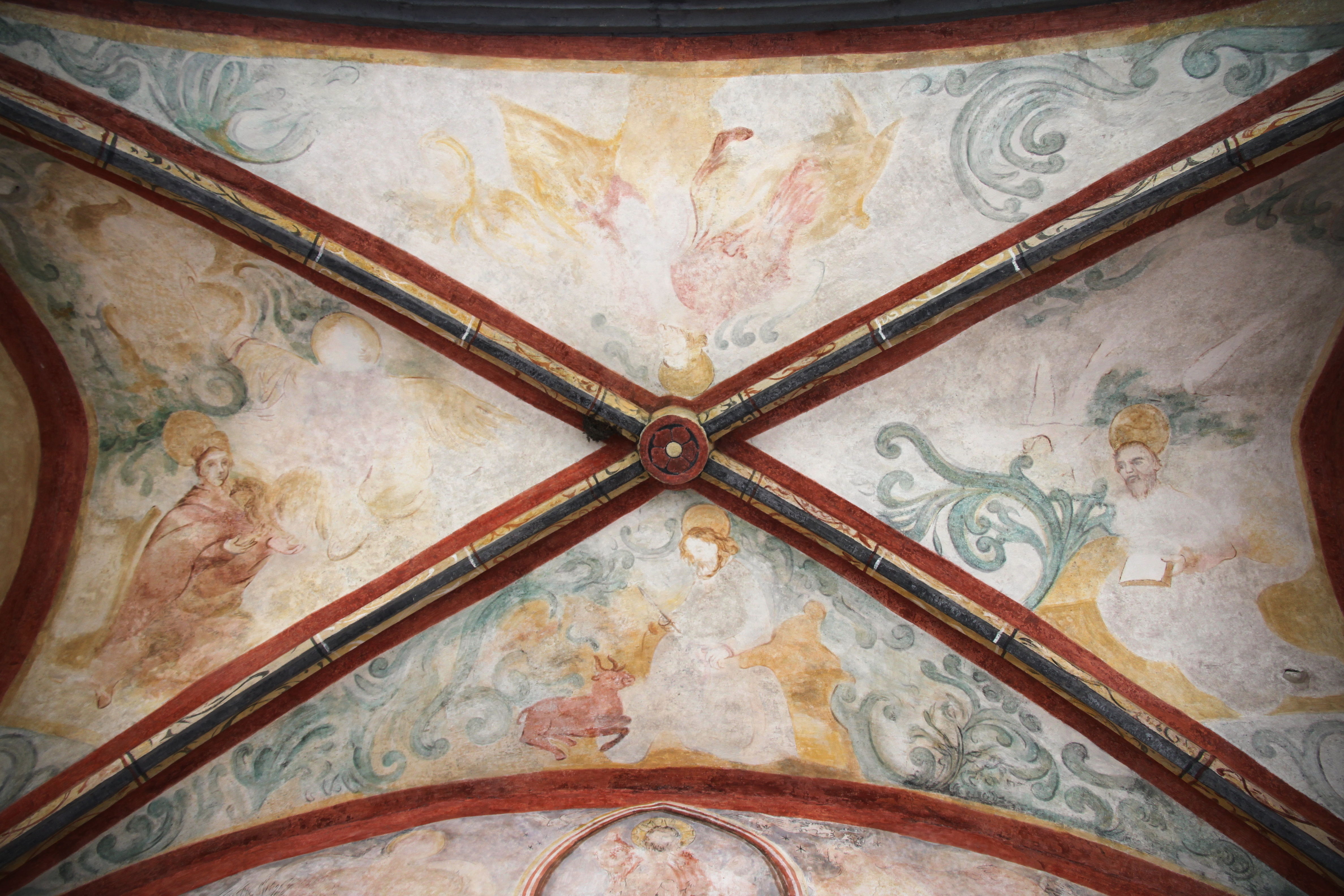
Klenba předsíně
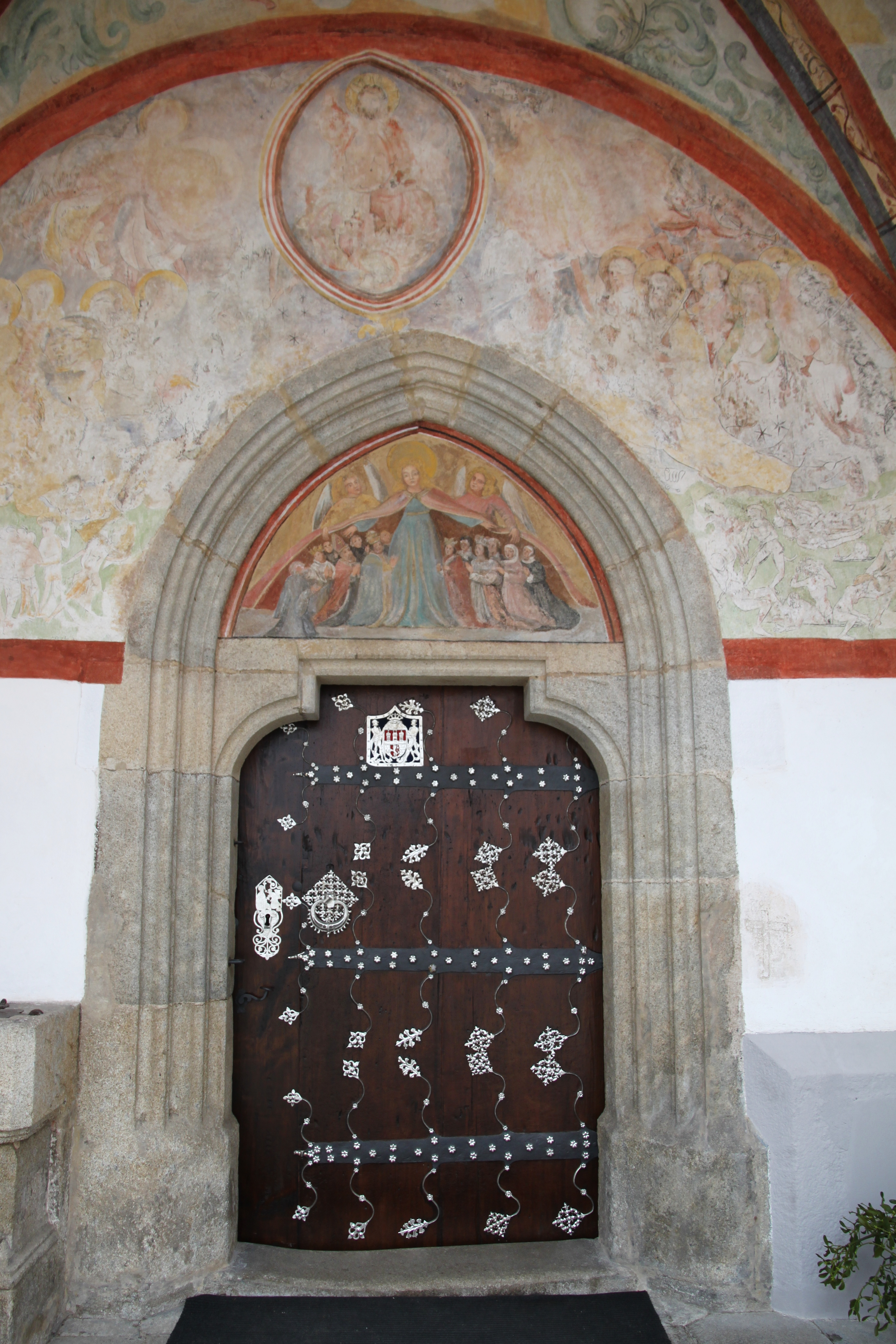
Nástěnná malba předsíně a dveře
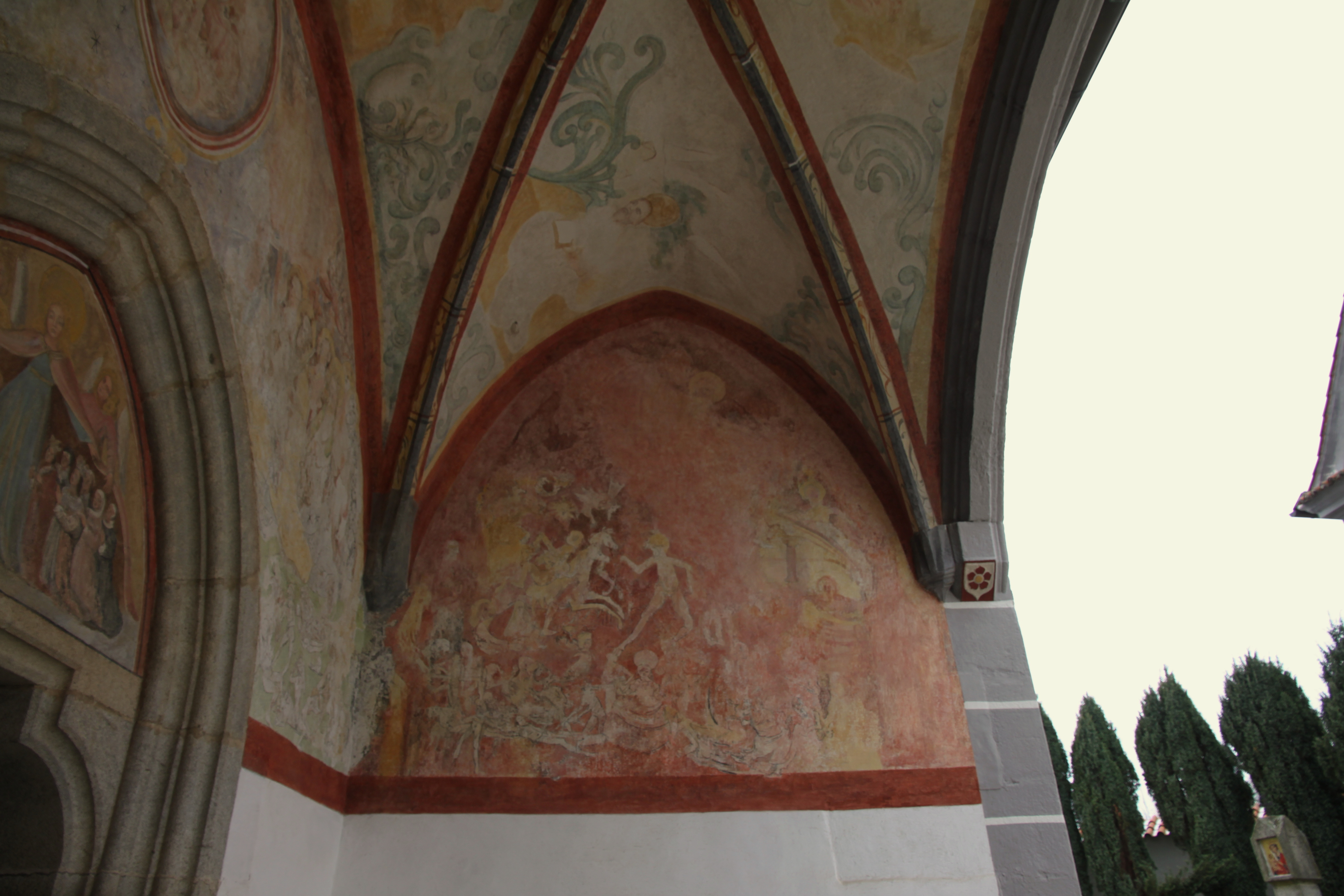
Nástěnná malba předsíně
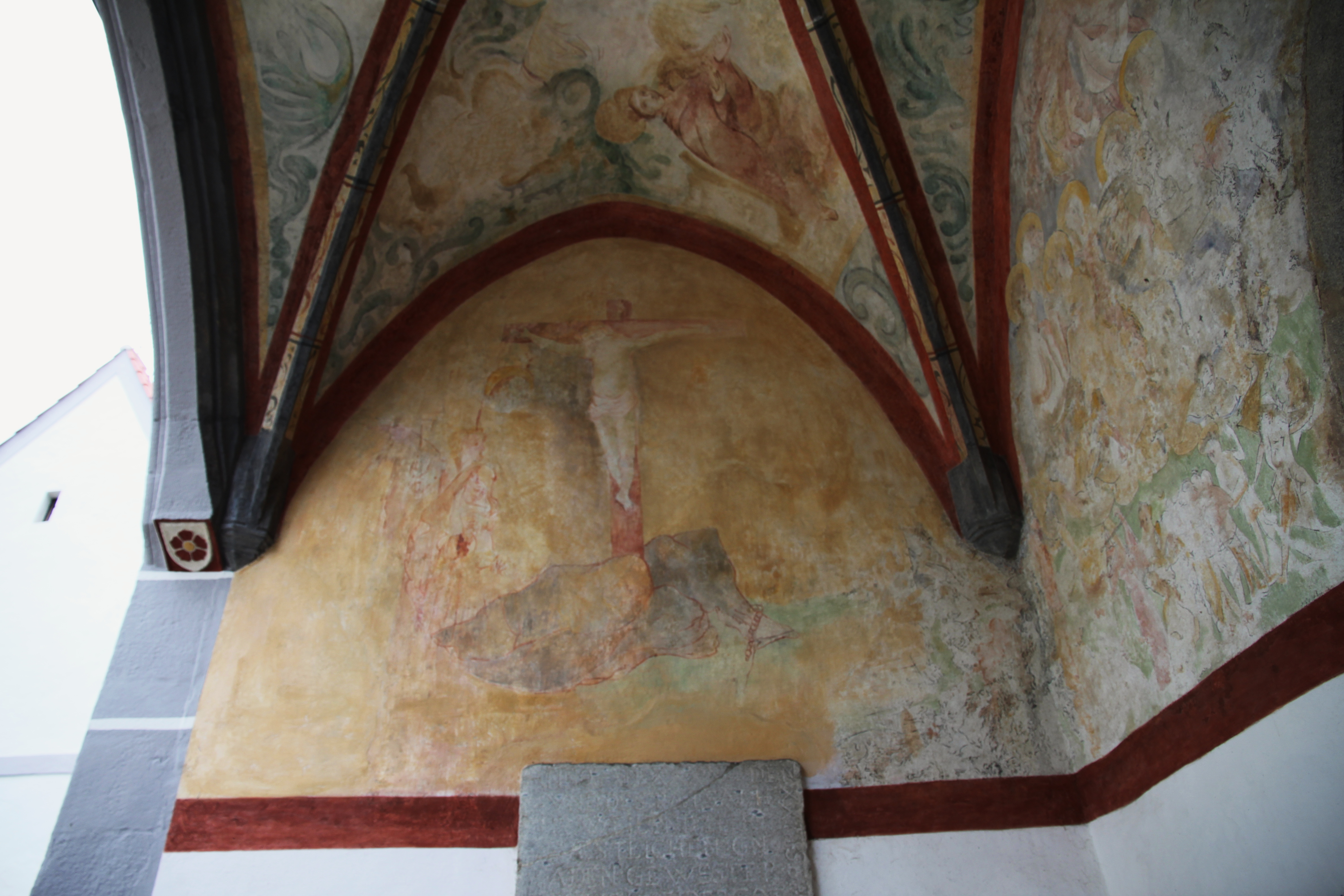
Nástěnná malba předsíně
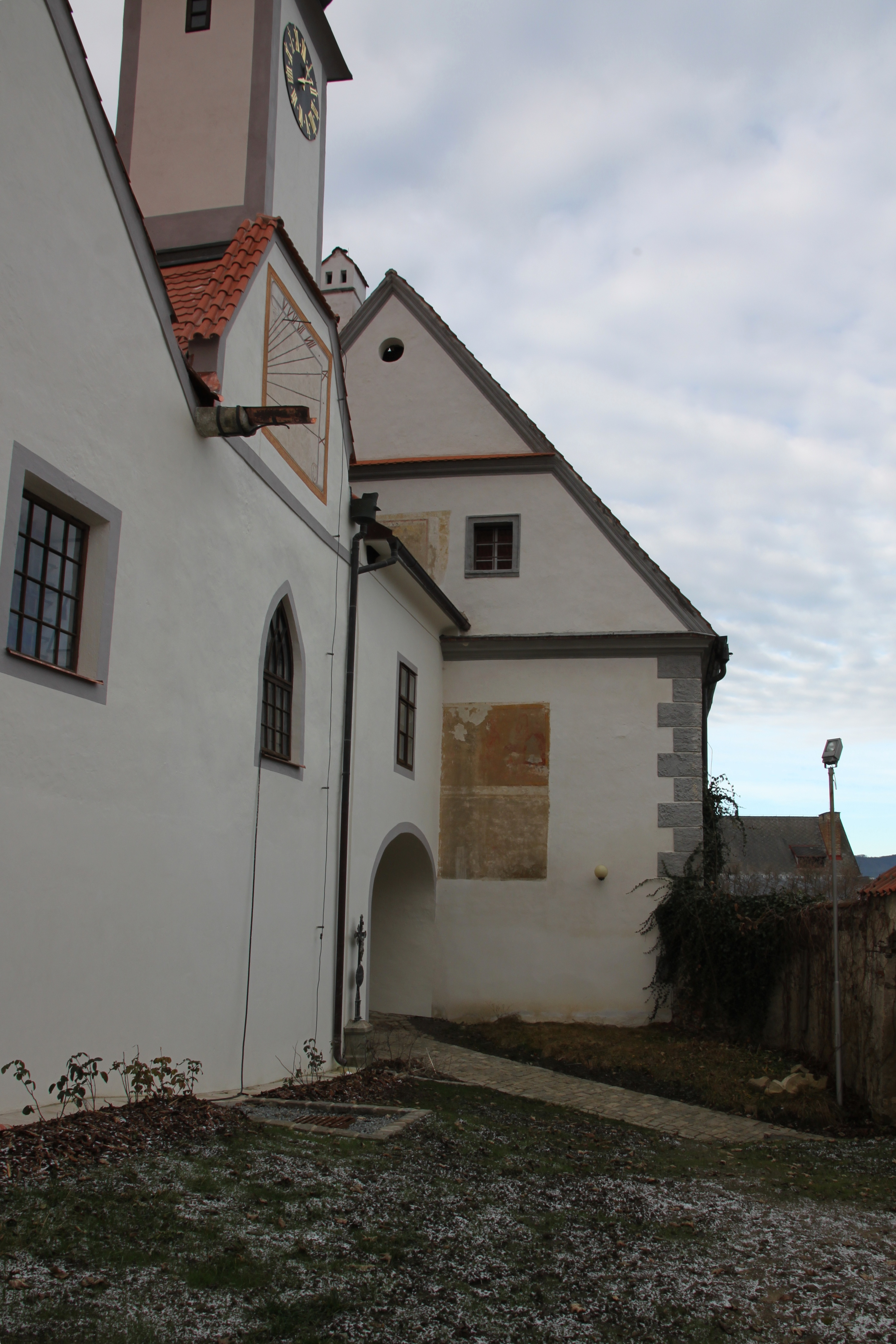
Kostelík Zesnutí Panny Marie a spojovací chodba s farou
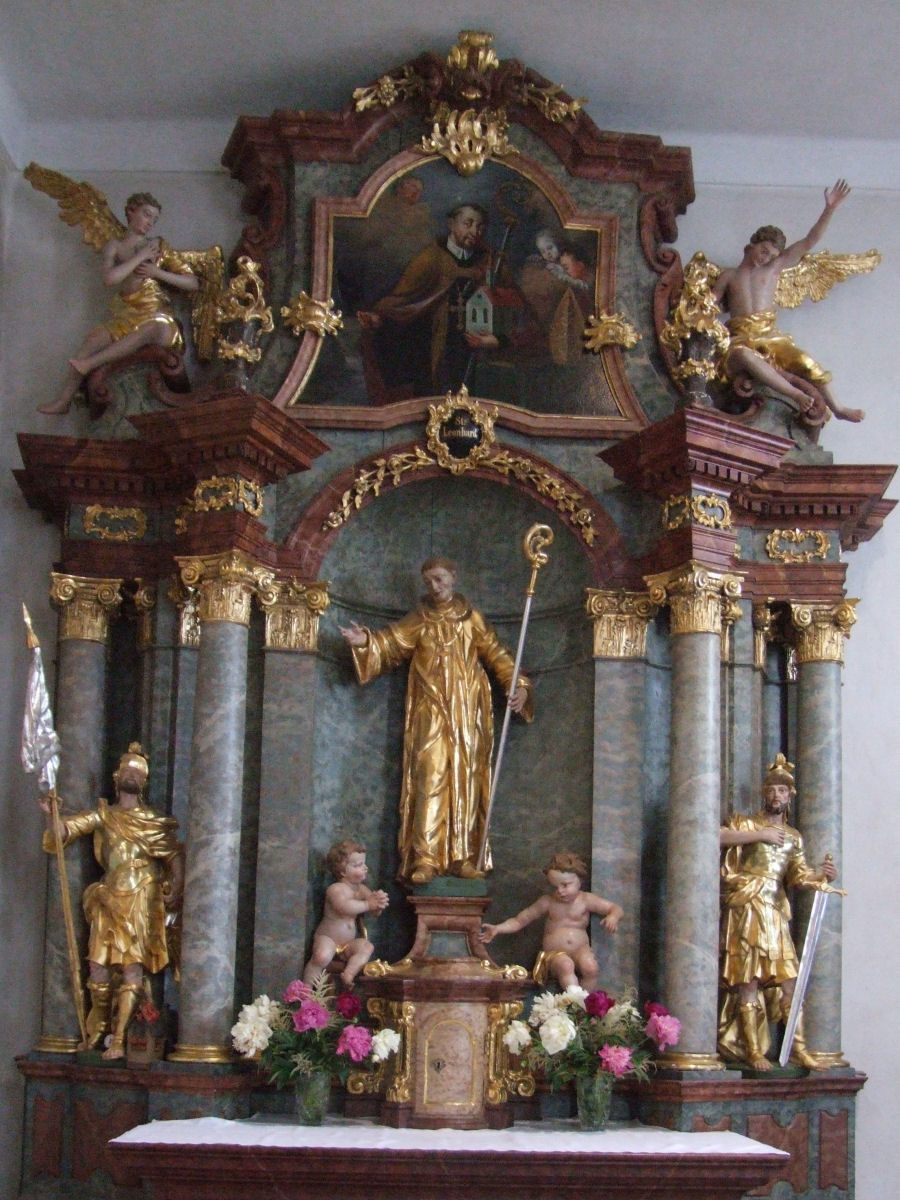
Oltář sv. Leonarda
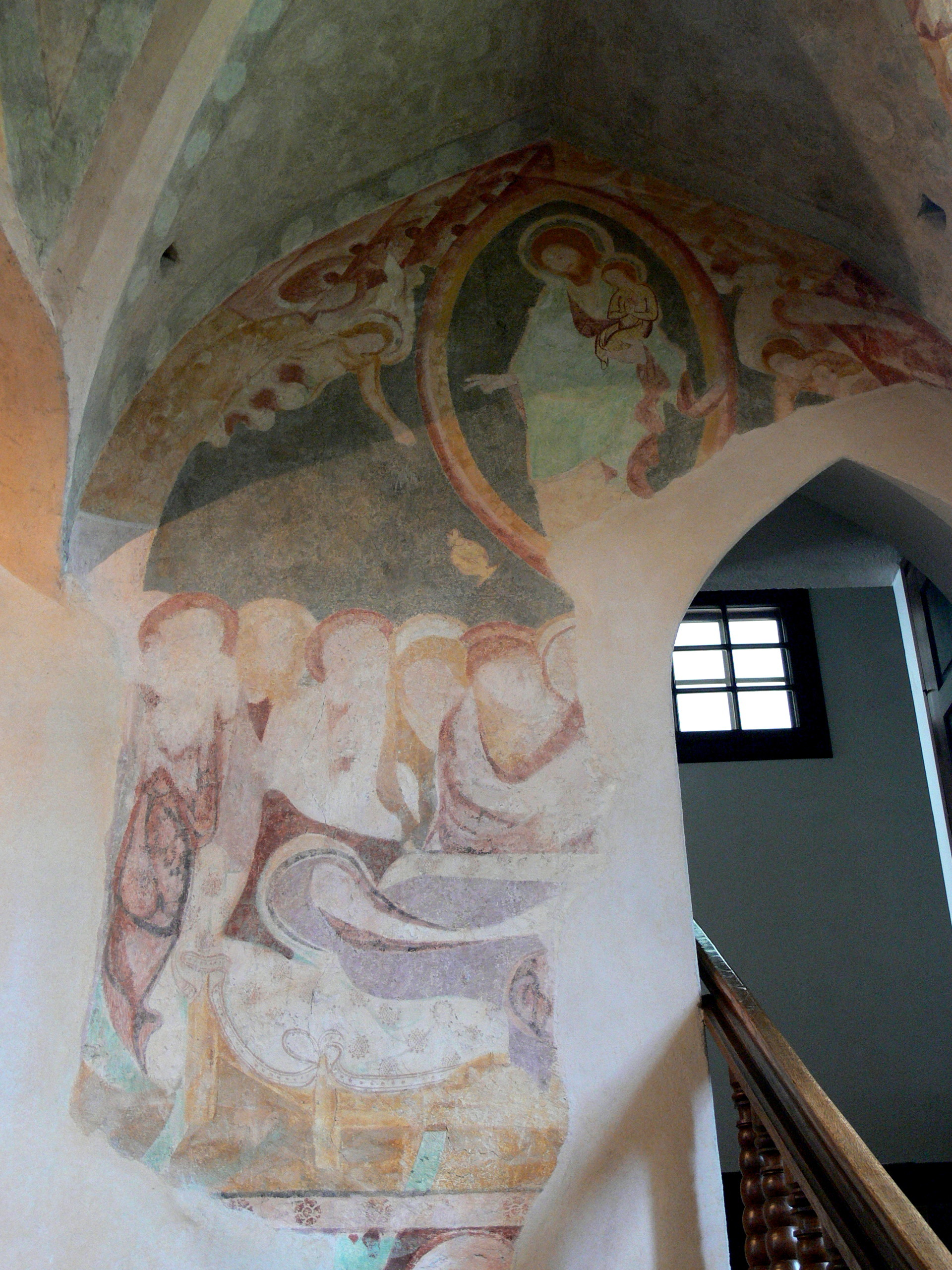
Fragment výjevu Smrti Panny Marie
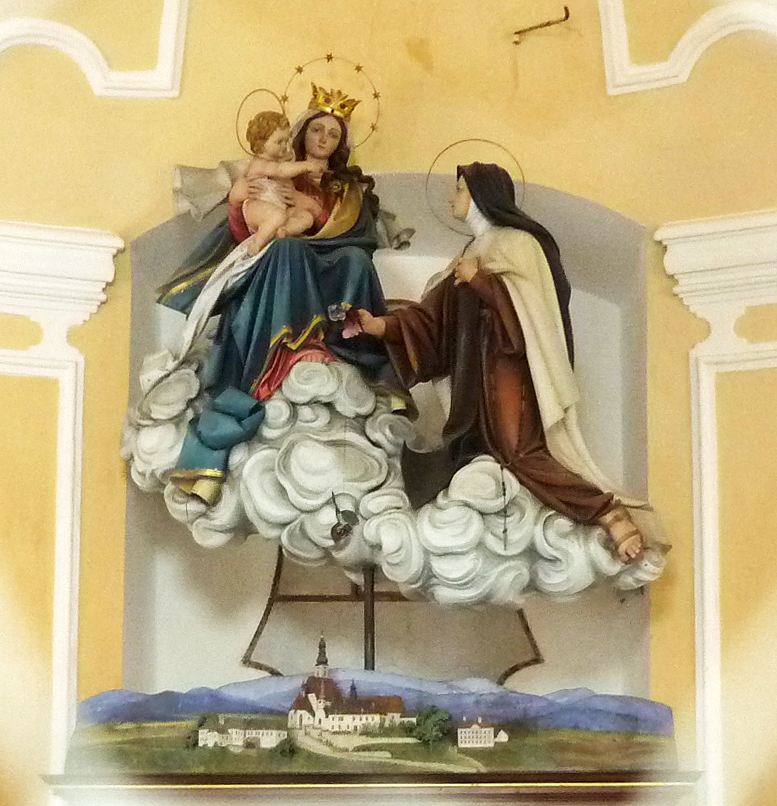
Oltář v kapli sv. Teresie
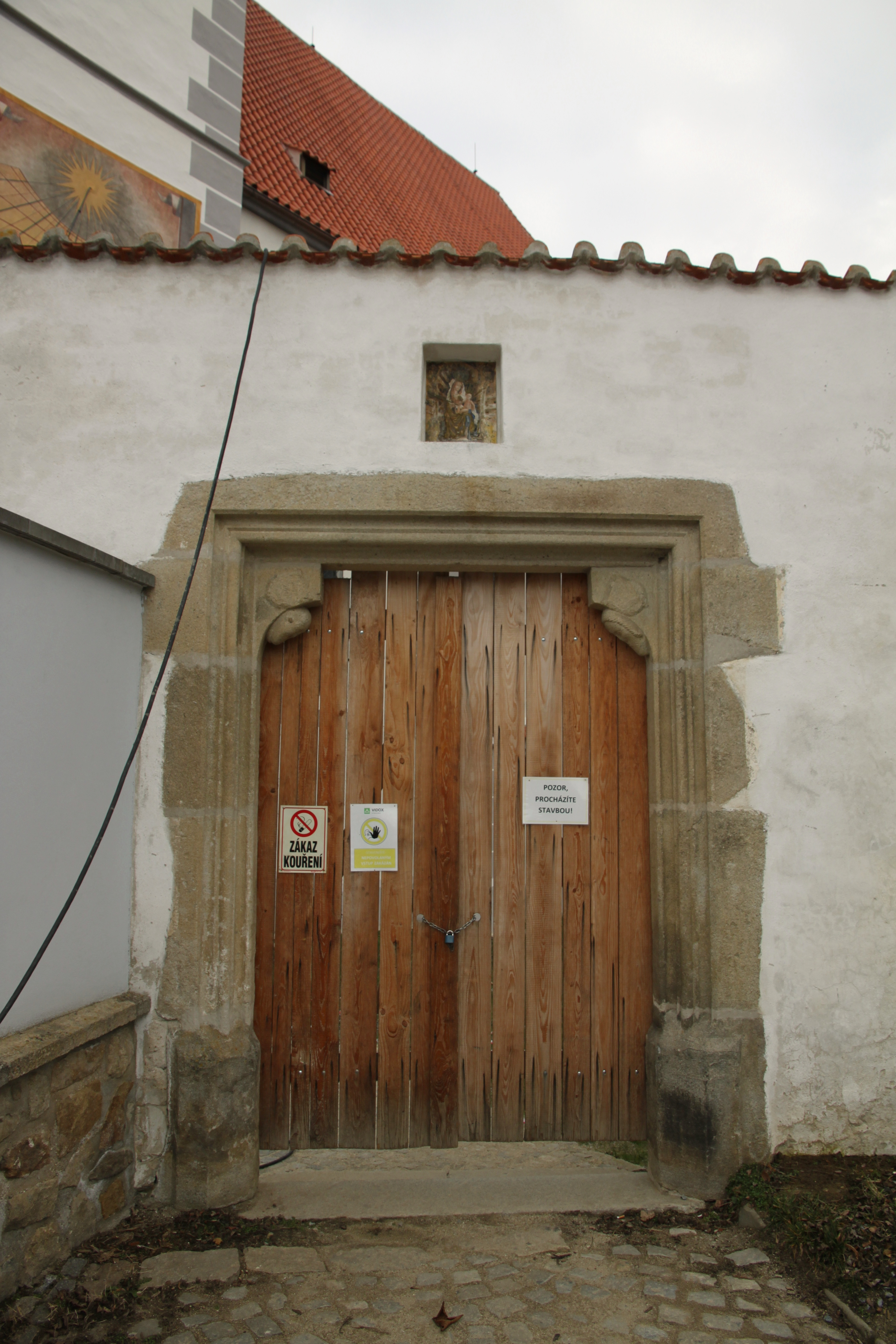
Ohradní zeď starého hřbitova
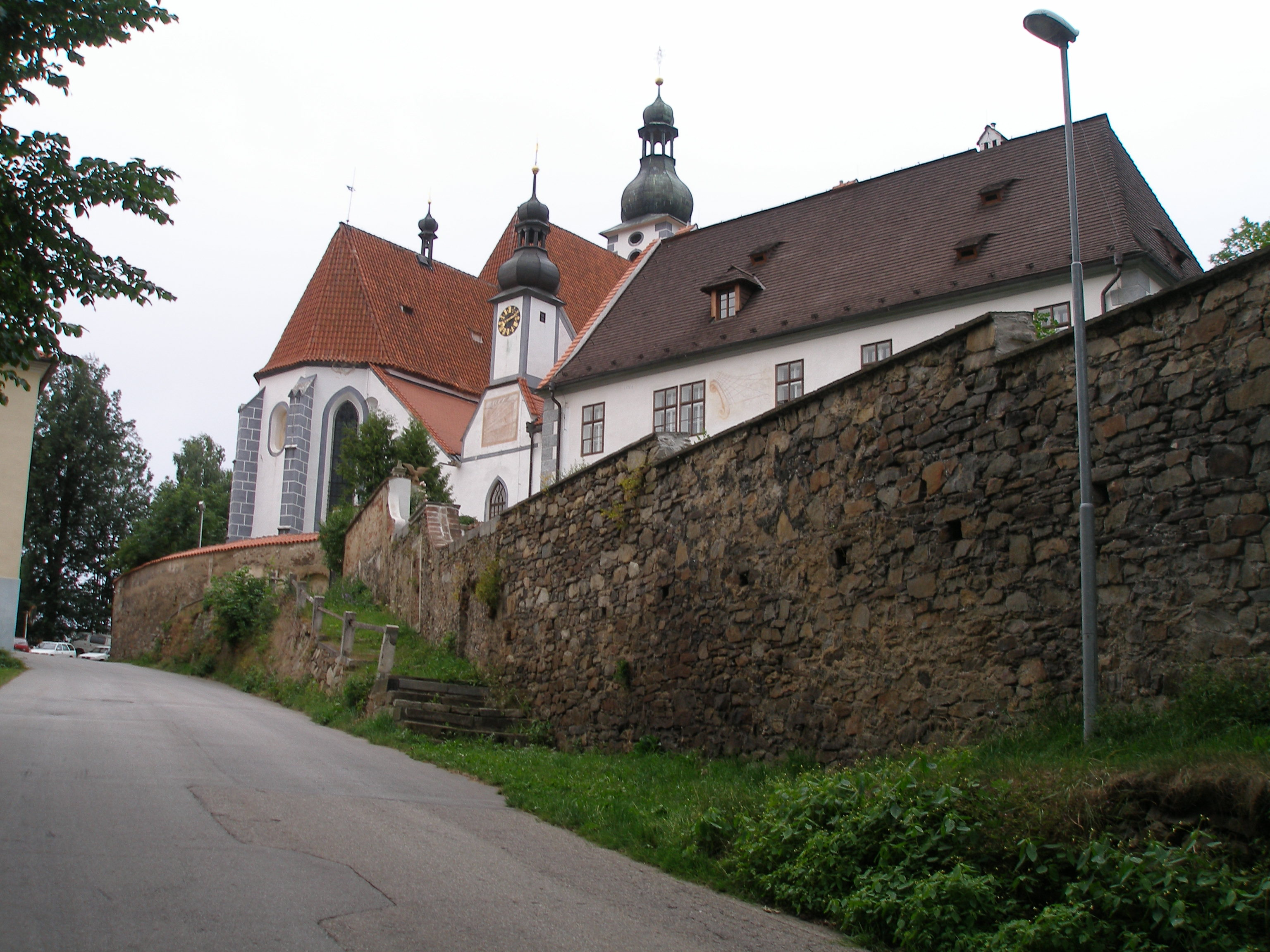
Pohled na areál z východu